# Kindertransport

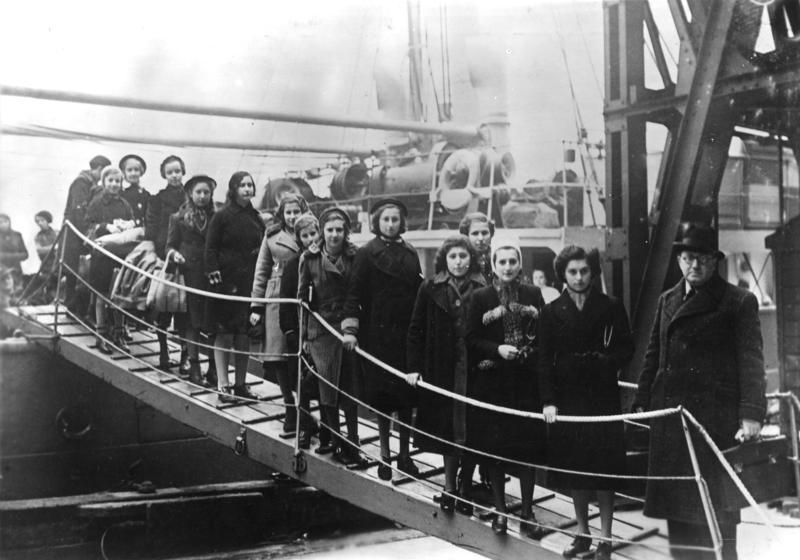
Ankunft eines Transports polnischer Kinder im Hafen von London (Februar 1939)

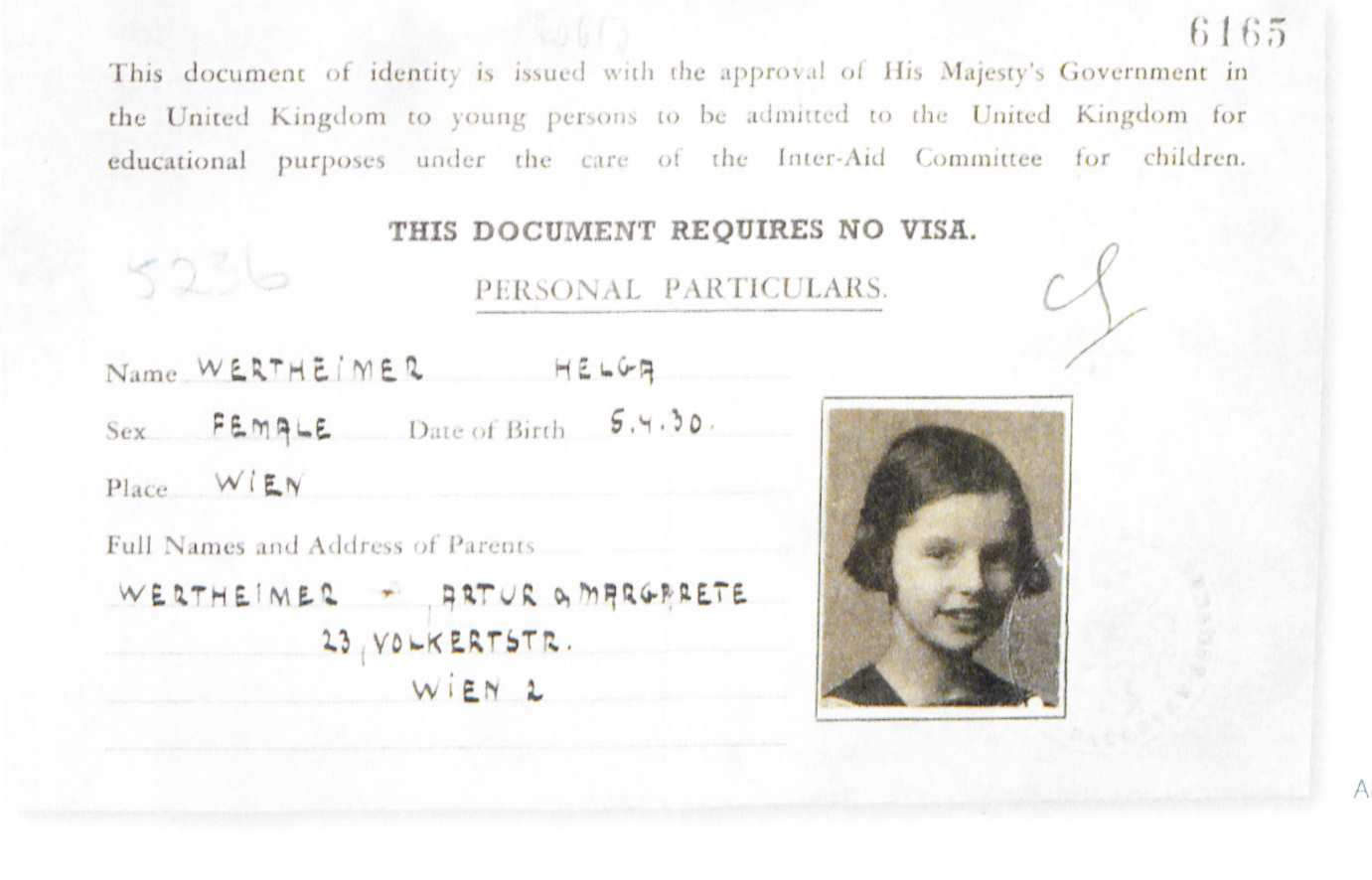
Visum für Helga Wertheimer aus Wien 1939

Als Kindertransport (auch „Refugee Children’s Movement“) wird international die Ausreise von über 10.000 jüdischen Kindern nach Erlass der Nürnberger Gesetze aus dem Deutschen Reich und aus von diesem bedrohten Ländern zwischen Ende November 1938 und dem 1. September 1939 nach Großbritannien, Belgien, Schweden u. a. bezeichnet. In Zügen und mit Schiffen konnten Kinder aus Deutschland, Österreich, Polen, der Freien Stadt Danzig und der Tschechoslowakei ins Exil ausreisen; die meisten sahen ihre Eltern nie wieder. Oftmals waren sie die einzigen aus ihren Familien, die den Holocaust überlebten.

## Überblick
Bereits 1933 begannen in den USA jüdische Organisationen Hilfsaktionen für jüdische Kinder aus Deutschland zu planen. Das führte 1934 zur Gründung der German Jewish Children’s Aid (GJCA), der Deutsch-Jüdischen Kinderhilfe. Trotz der sehr restriktiven US-amerikanischen Einreisebestimmungen des Immigration Act of 1924 konnte die Organisation immer wieder Kindertransporte aus Deutschland in die USA ermöglichen, später auch aus Österreich und – in Zusammenarbeit mit dem Œuvre de secours aux enfants – aus Frankreich. Als im Juli 1938 die faktisch gescheiterte Konferenz von Évian keine Hilfe für die in Deutschland lebenden Juden in Aussicht stellen konnte und wollte und vor allem ausreisewilligen Menschen keine Perspektive bot, rückte nur wenige Monate später das NS-Regime von sich aus das Problem in den Blickpunkt der Weltöffentlichkeit. Die Novemberpogrome gegen die jüdische Bevölkerung vom 9. auf den 10. November 1938 machten deutlich, dass Juden in Deutschland schutzlos waren. Zu einer Lockerung der in den meisten Ländern bestehenden strengen Einwanderungsbestimmungen führte das allerdings nicht, weshalb es den meisten im Deutschen Reich lebenden Juden trotz der aller Welt sichtbaren Verfolgung durch den NS-Staat weiterhin verwehrt blieb, Deutschland zu verlassen. Einziger Lichtblick in dieser Situation blieben die Kindertransporte nach England und die, wenngleich in kleinerem Maße und ohne staatliche Unterstützung, fortgesetzten Transporte in die USA. Eine der wenigen christlichen Gruppen, die sich an der Hilfsaktion beteiligten, waren die kleine Gruppe der Deutschen Quäker. Das Berliner Quäkerbüro war Treffpunkt für konspirative Hilfe. Wichtige Persönlichkeiten wie Anna Essinger und Sophie Friedländer pflegten Kontakte zu den Quäkern.

### Aufnahmeländer
Nach den Novemberpogromen handelten die britische Regierung und die Bevölkerung Großbritanniens schnell. Am 15. November 1938 empfing der britische Premierminister Arthur Neville Chamberlain eine Abordnung einflussreicher britischer Juden und Quäker, darunter die in viele Hilfsaktionen des Germany Emergency Committee involvierte Bertha Bracey, um über eine vorübergehende Aufnahme von Kindern und Jugendlichen in Großbritannien zu verhandeln. Die jüdische Gemeinde verpflichtete sich zur Stellung von Garantiesummen für die Reise- und Umsiedlungskosten der Kinder in Höhe von 50 Englischen Pfund pro Kind (nach heutigem Wert rund 1500 Euro) und versprach, die Kinder im Land zu verteilen und ihnen eine angemessene Ausbildung angedeihen zu lassen. Später sollten die Kinder mit ihren Familien wieder vereinigt werden und eine neue Heimat im britisch verwalteten Palästina finden.
Wenige Tage später lockerte die britische Regierung die Einreisebestimmungen und es ging ein Aufruf an die britischen Familien, solche Pflegekinder aufzunehmen. Es durften nun jüdische Kinder bis zum Alter von 17 Jahren einwandern, sofern ein Förderer oder eine Pflegefamilie für sie gefunden wurde. Die Übersiedlung wurde organisiert vom Inter-Aid Committee for Children, welches auch Pass-Ersatz-Papiere ausstellte.
Die britische Regierung traf diese Entscheidung trotz ihrer bereits erfüllten Einwanderungsquoten auch mit dem Hintergedanken, diese Demonstration guten Willens könne die USA dazu bringen, ihre Einreisebestimmungen ebenfalls zu lockern. Das US-Parlament lehnte einen entsprechenden Gesetzentwurf indes wenig später ab.
In Westeuropa brachten Transporte 1500 jüdische Kinder in die Niederlande, 1000 nach Belgien, 600 nach Frankreich, 300 in die Schweiz, 300 nach Dänemark und 450 nach Schweden.
Geertruida Wijsmuller-Meijer, eine einflussreiche niederländische Bankiersfrau, kam aus Amsterdam nach Wien und verhandelte zeitgleich mit Adolf Eichmann, und es gelang ihr, eine pauschale Duldung solcher Transporte unter strengen Auflagen zu erlangen. So durften die Kinder nur einen Koffer, eine Tasche und zehn Reichsmark mitnehmen; Spielsachen und Bücher waren verboten, nur eine Fotografie erlaubt. Mitgeführte Wertsachen wurden beschlagnahmt. Den Reisegruppen wurden Blockvisa ausgestellt; jedes Kind bekam eine Nummer. Um tränenreiche – und damit öffentlichkeitswirksame – Abschiedsszenen zu unterbinden, wurde Eltern und Angehörigen verboten, bei der Abfahrt der Kinder den Bahnsteig zu betreten. Wijsmuller-Meijer wurde für die Organisation der Kindertransporte als Gerechte unter den Völkern geehrt.

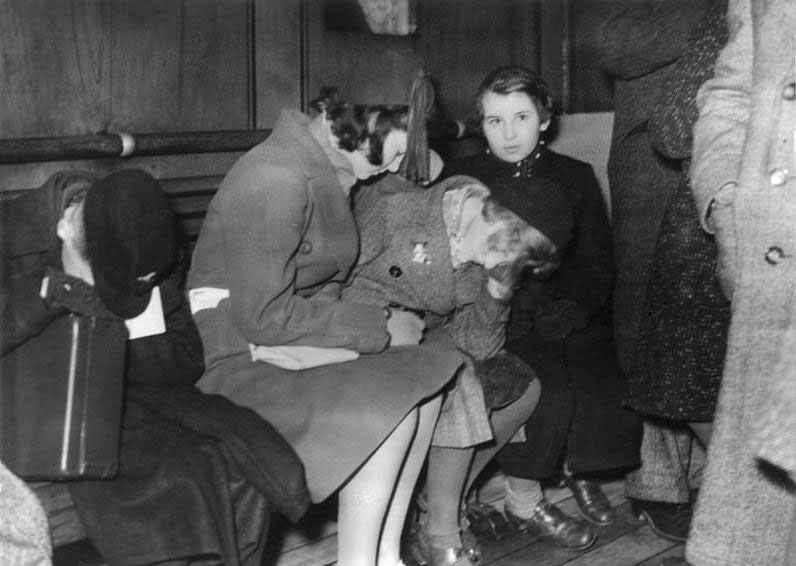
Ankunft erschöpfter Kinder, Harwich 2. Dezember 1938

Am 1. Dezember 1938 – etwa drei Wochen nach den Novemberpogromen – fuhr der erste Kindertransport von Berlin (Anhalter Bahnhof) mit 196 jüdischen Kindern nach London. Der Transport kam am 2. Dezember 1938 am Parkeston Quay in Harwich an. Die Kinder wurden unter großer Anteilnahme der britischen Bevölkerung und der Medien durch Betreuer in Empfang genommen und ihren Pflegefamilien zugewiesen. Aufnahmezentren befanden sich in Parkfield und in Dovercourt (siehe unten). Ein Jahr lang, bis zum Kriegsausbruch am 1. September 1939, wurden die Transporte von den Nationalsozialisten geduldet. Die Kinder fuhren mit dem Zug von ihren Heimatbahnhöfen über die Niederlande, meist nach Hoek van Holland, und von dort, wie schon beim ersten Transport, weiter per Schiff nach Harwich.
Neben deutschen und österreichischen Kindern wurde auch versucht, tschechische jüdische Kinder durch derartige Kindertransporte zu retten. Der Brite Nicholas Winton wurde für die Rettung von 669 jüdischen Kindern aus Prag bekannt.

#### Die Aufnahmesituation in Großbritannien

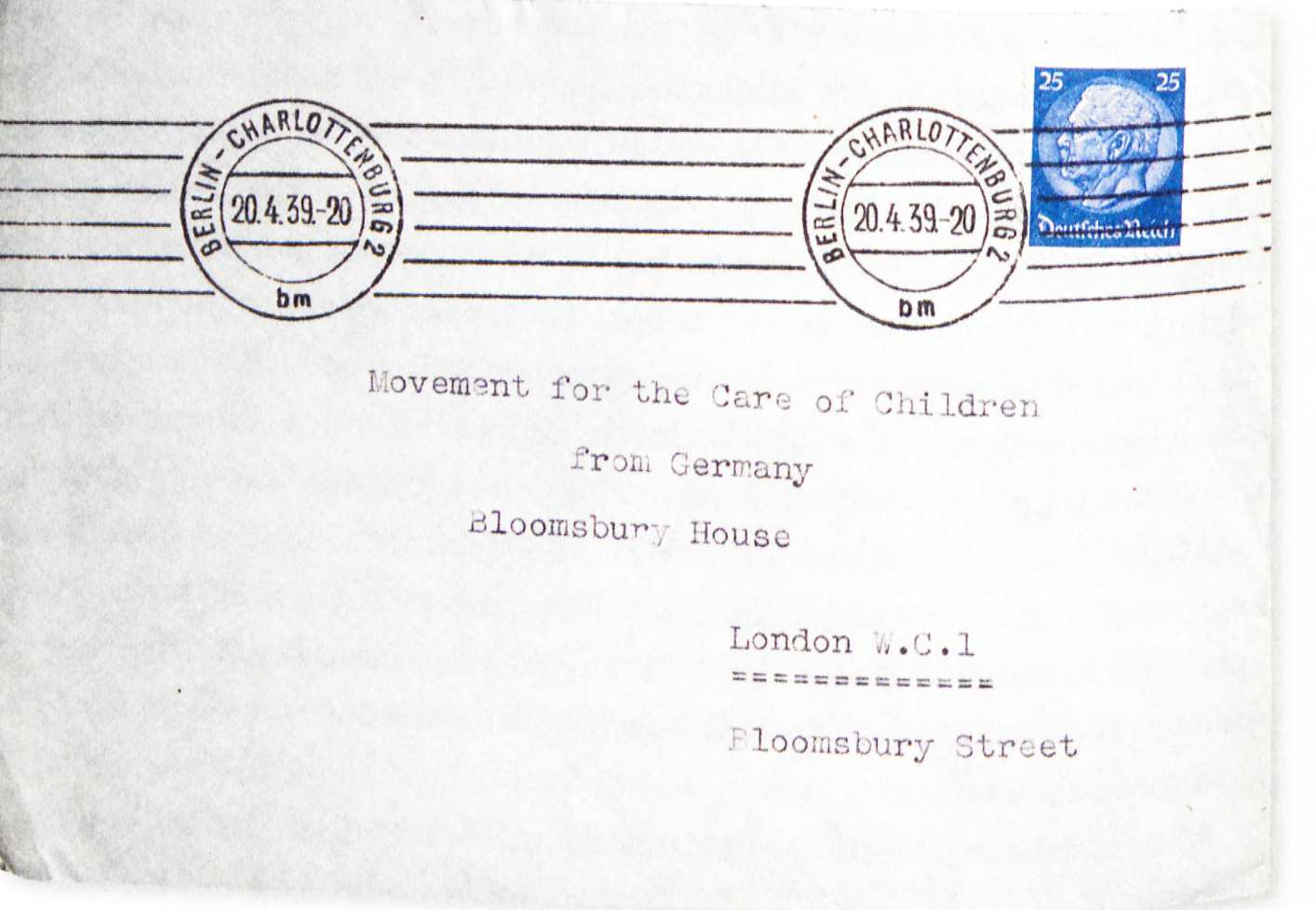
Brief aus Berlin an das Movement for the Care of Children from Germany (später RCM), 20. April 1939

Schon nach wenigen Wochen aber überstieg die Anzahl der ankommenden Flüchtlingskinder die angebotenen Pflegeplätze. Zahlreiche Kinder wurden in der Folge als kostenloses Dienstpersonal ausgenutzt, viele in Flüchtlingslagern interniert. Hinzu kam das Leid der Kinder, die überwiegend die Umstände ihrer Ausreise nicht kannten oder nicht verstanden und oftmals glaubten, ihre Familie habe sie verstoßen. Andere Kinder und Jugendliche litten darunter, dass ihnen die Gefahr, in der die zurückgebliebenen Eltern, Geschwister und andere Verwandte schwebten, durchaus bewusst war, und sie ihnen nicht helfen konnten. Mit all diesen Problemen mussten sich die Helfer in den Auffanglagern auseinandersetzen, die zu einem großen Teil Flüchtlinge waren.

##### Dovercourt und das Workhouse-Camp in Claydon
Dovercourt (Lage) ist vor allem bekannt geworden durch die Arbeit von Anna Essinger, Hanna Bergas und deren Team aus der Bunce Court School. Wie es zu dieser Mitarbeit kam, schildert Anna Essinger: „Mehrere von uns wurden von einem der Flüchtlingskomitees gebeten, beim Empfang der Kindertransporte zu helfen, die seit den Pogromen in Deutschland und Österreich nach England kamen. Zusammen mit einigen ehemaligen Helfern und einigen der älteren Kinder der Schule gingen sechs von uns nach Dovercourt, um die Kinder zu empfangen.“ Ihr Einsatz dauerte vom Dezember 1938 bis Ende Januar 1939.

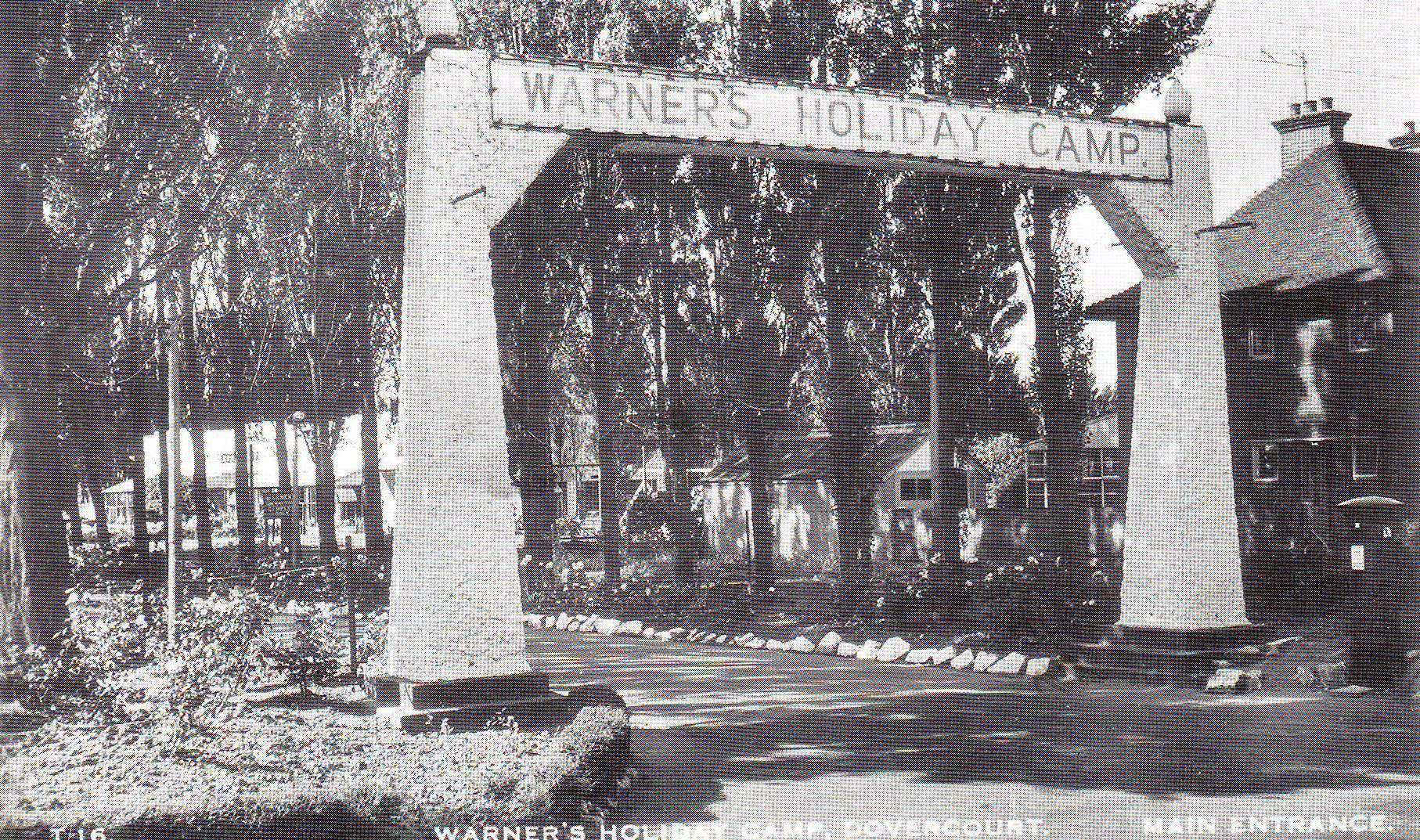
Eingang zum Warners Holiday Camp in Dovercourt, das vielen Flüchtlingskindern als Übergangslager diente (1937).

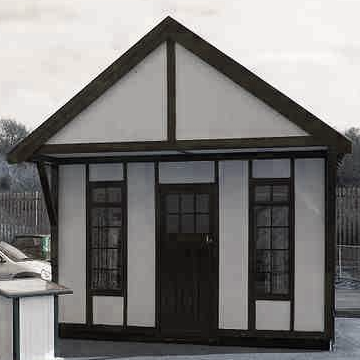
Prototyp eines Butlin's-Chalets, wie sie auch in Dovercourt ausgesehen haben.

Dovercourt, in der Nähe von Harwich, wo die meisten Kinder aus den Kindertransporten ankamen, war geplant worden als Sommercamp für etwa 1.000 schulpflichtige Kinder. Nach Leslie Baruch Brent war Dovercourt eines der neun von Billy Butlin (1899–1980) zwischen 1936 und 1966 im Vereinigten Königreich und Irland geplanten Ferienlager, von denen einige während des Zweiten Weltkriegs zu Auffanglagern umfunktioniert worden seien. Das Camp bestand aus in Leichtbauweise errichteten Häuschen und Schlafsälen, mit einer zentralen Halle für gesellige Zusammenkünfte, Mahlzeiten und gemeinschaftliche Aktivitäten. Allerdings war hier alles auf den Sommerbetrieb ausgerichtet, aber „Dezember- und Januartage können an der britischen Küste kalt, grau und nass sein – und waren es. Regen ging allmählich in Schnee über. Die Räume im Lager waren für den Einsatz im Sommer gebaut worden, und obwohl beheizt, waren sie unangenehm kühl, gelegentlich eiskalt. Das Wasser in den Krügen auf den Frühstückstischen, die am Abend herausgestellt wurden, gefror über Nacht. Wir waren froh, dass wir trotz der extremen Kälte und der allgemein primitiven Lebensbedingungen einen ziemlich guten Gesundheitszustand der Jugendlichen halten konnten.“
Im Lager war es die Aufgabe der drei Lehrkräfte des Bunce-Court-Teams, „den Kindern zu helfen, in der fremden Umgebung anzukommen und so viel Englisch wie möglich in kurzer Zeit zu lernen. Unsere vierte Person hatte die riesige Küche zu organisieren, die Mahlzeiten zu planen und die Arbeit aller Leute in der Küche zu koordinieren, zeitweise bis zu zehn. Wir hatten kaum die Schlafsäle und die große Halle bereit zur Belegung, als der erste Transport ankam.“
Hanna Bergas schildert ausführlich die Anstrengungen und Schwierigkeiten, die es gekostet hat, den Kindern eine halbwegs angenehme Ankunft in dem für sie fremden Land zu bereiten, und Leslie Baruch Brent ergänzt ihre Sicht aus der Erfahrung eines ehemaligen Kindertransport-Kindes. Dem Glücksgefühl, vielen Kindern zu einem Start in ein neues Leben verholfen zu haben, standen aber auch negative Erfahrungen gegenüber, wie Anna Essinger resümierte:

„Keiner von uns wird je die herzzerreißenden Tage und Wochen dort vergessen. Tausende von Kindern wurden gerettet, aber dies waren notwendigerweise eilig getroffene Vorkehrungen, und vielleicht war es nur natürlich, daß sich schwerwiegende Fehler nicht vermeiden ließen; Fehler, die wohl damit begannen, daß man Kindern erzählte, sie würden ein bequemes Leben haben, wenn sie von ihren Eltern weggingen und nach England kämen; Fehler von hiesigen Komitees, die glaubten, je schneller diese Kinder in englischen Familien unterkämen, desto besser wäre es für sie und die Gemeinschaft. Niemand von uns kannte die Kinder; in vielen Fällen waren nicht einmal die nackten Fakten ihrer Herkunft bekannt, und kaum jemand kannte die Familien, die sich anboten, sie bei sich aufzunehmen. Einige dieser Kinder erlebten, daß sie während dieser vier Jahre in acht bis zehn verschiedene Familien gesteckt wurden, und einige von den erst kürzlich zur Schule gestoßenen Neuen kamen infolge dieser übereilten und großzügigen Angebote, unbekannte Kinder aufzunehmen, hierher.“

Dieser Kritik schloss sich auch Hanna Bergas an, die es begrüßte, dass schließlich entschieden wurde, die Kinder statt in Familien ohne Supervision auch in privaten Heimen, Internaten oder Kinderheimen unterzubringen. So wurde dann auch die Bunce Court School, ähnlich der Stoatley Rough School, eine Heimstätte für eine begrenzte Anzahl von Kindern der Kindertransporte:

„Bunce Court wurde gebeten, oder durfte zehn Kinder auswählen, die wir für unsere Art der Bildung als am meisten empfänglich hielten. Wir waren natürlich besser in der Lage, eine Entscheidung zu treffen als die Wochenendbesucher, weil wir mit diesen Kindern für mindestens ein paar Wochen gelebt hatten. Ich kann im Nachhinein sagen, dass diese zehn alle viel von dem profitierten, was wir für sie tun konnten, und sie wurden, wie unsere anderen Kinder, glückliche, nützliche Erwachsene, sowohl als Eltern als auch als Mitglieder der menschlichen Spezies.“

 Eines dieser zehn Kinder, die auf die Bunce Court School gehen durften, war Leslie Baruch Brent, der 1938 als dreizehnjähriger Lothar Baruch per Kindertransport nach Dovercourt gekommen war. Für ihn war dies ein Glückstreffer, wie er sich erinnert:

„Dies war das dritte glückliche Ereignis in meinem Leben, das mein Überleben, meine Entwicklung und meinen Werdegang maßgeblich beeinflusst hat. Ich verbrachte nur etwa vier Wochen in dem Lager und entkam dem Viehmarkt sowie dem Trauma, das bei vielen der Kinder verursacht wurde, die von zukünftigen Pflegeeltern nicht beachtet oder in einem alles andere als positiven Umfeld untergebracht worden sind. War ich ein Sonntagskind, wie mein geliebter Vater mir 1942 in einer Nachricht vom Roten Kreuz ins Gedächtnis rief? Aber ja!“

Und auch Hanna Bergas kann trotz allem ein positives Fazit ihrer Zeit in Dovercourt ziehen:

„Alle von uns, die im Dovercourt Camp gearbeitet hatten, waren um viele Erfahrungen reicher, als es am 1. Februar 1939 geschlossen werden konnte. Wir waren uns des Dienstes bewusst, den es getan hatte, und auch dessen, wie eine solche Aufgabe verbessert werden könnte, wenn sie in der Zukunft wieder nötig würde. Wir wurden von Zeitungen und Radioleuten interviewt, um die Flüchtlingshilfe in der Anti-Nazi-Welt zu verstärken.“

Trotz dieser positiven Rückblicke gab es sowohl für Hanna Bergas als auch für Leslie Baruch Brent ein Erlebnis in Dovercourt, das sie beide sehr verstörte. Anlass war das Aufeinandertreffen jüdischer Flüchtlingskinder aus Deutschland und Österreich.

„Bald leisteten uns Kinder aus Wien Gesellschaft und ich fand es ziemlich verstörend, als ein seltsamer Messerkampf zwischen den älteren Jungen aus Berlin und Wien ausbrach. Jüdische Jungen, die den Nazis entkommen waren, nahmen sich hier eine alte Feindschaft zum Vorbild, die anscheinend zwischen den beiden Städten existierte. Einfach unbegreiflich! Offensichtlich ließen sie diese nationalen Rivalitäten zu, um sich über ihre jüdischen Bande und ihre gemeinsame Erfahrung während der Verfolgung hinwegzusetzen. Es bleibt nur zu hoffen, dass sie bald aus diesem Unsinn herausgewachsen sind. Harry Schwartz erinnerte sich in And the Policeman Smiled daran, dass ‚die Deutschen sich noch immer als Deutsche und die Österreicher sich als Österreicher betrachteten; sie betrachteten sich in erster Linie nicht als Juden. Wenn man daran zurückdenkt, gab es dafür keine Erklärung.‘“

Etwa zur gleichen Zeit, als Anna Essinger und Hanna Bergas ihre Arbeit in Dovercourt aufgenommen hatten, wurde Sophie Friedländer, die sich freiwillig für die Betreuung der Kindertransport-Kinder gemeldet hatte, ebenfalls von einem der Flüchtlingskomitees zur stellvertretenden Camp-Leiterin („Second-in-Command“) für ein weiteres Feriencamp ernannt, in dem vorwiegend ältere Mädchen aus Dovercourt betreut werden sollten.

„Die meisten waren über 16 Jahre, aus Wien. Man hatte sie aus dem Camp in Dovercourt herausgenommen, weil man fürchtete, daß es mit den vielen gleichaltrigen und älteren Jungs bald Schwierigkeiten geben würde. So standen diese Mädchen schon mittags bei der Postausgabe und warteten sehnsüchtig auf Post – aus Dovercourt. Um ihnen zu einer Unterbringung zu verhelfen, mußten wir sie zumindest etwas kennenlernen. Natürlich konnten die Gruppenleiterinnen mit ihnen sprechen, und wir trugen am Abend zusammen, was wir von ihnen erfahren hatten. Für ihre Unterbringung in Familien waren noch nicht alle Formalitäten erledigt, deshalb waren sie vorläufig im Camp untergebracht.“

Dieses Camp befand sich in Selsey Bill (Lage). Sophie Friedländer beschreibt die Schwierigkeiten, innerhalb kürzester Zeit und mit einem bunt zusammengewürfelten Team Strukturen für den Alltag im Camp aufzubauen. Doch viel Zeit dazu blieb ihr nicht. Nach vierzehn Tagen bereits erfolgte eine Inspektion des Camps durch ein Londoner Komitee, dem auch Helen Bentwich, die Frau von Norman Bentwich, angehörte, und kurz danach wurde sie nach Dovercourt beordert.
Sophie Friedländer lässt offen, wann genau das passierte; es war wohl nach der Zeit, in der Anna Essinger und Hanna Bergas noch in Dovercourt arbeiteten, denn in keinem ihrer drei Berichte über ihre Arbeit in Dovercourt wird erwähnt, dass sie sich dort begegnet seien. Außerdem berichtet Friedländer, dass sie bis nach Ostern in Dovercourt gearbeitet hätte, während Hanna Bergas (siehe oben) davon ausging, das Camp sei am 1. Februar 1939 geschlossen worden.
Der Grund für Sophie Friedländers Abordnung nach Dovercourt, wo damals etwa 500 Kinder und Jugendliche untergebracht waren, „hauptsächlich Jungs über 16 Jahre, die direkt aus Konzentrationslagern gerettet worden waren“, waren Uneinigkeiten zwischen dem Personal und dem Campleiter. Friedländer sollte die Lage eruieren und der vorgesetzten Stelle darüber berichten. Das tat sie bereits am Morgen nach ihrer Ankunft. Der Lagerleiter wurde umgehend durch einen vom übrigen Personal besser gelittenen Mitarbeiter abgelöst und Friedländer blieb im Camp als „Selection Officer“. Ihre Aufgabe war es fortan, für die Camp-Bewohner Stellen außerhalb des Camps zu finden, vorwiegend in dazu bereiten Familien. Wie oben schon Leslie Baruch Brent, berichtet auch Sophie Friedländer von den Schwierigkeiten bei der Vermittlung der Kinder und Jugendlichen, die von diesen oft als Viehmarkt („Cattle Market“) empfunden worden sei.
Nach Ostern 1939 wurde das Dovercourt-Camp aufgelöst und die letzten etwa 200 Jungen und eine kleine Gruppe Kindergarten-Kinder wurden in dem alten „Workhouse“ in Claydon (Suffolk) (Lage) einquartiert. Zusammen mit einem englischen Protestanten und einem irischen Katholiken gehörte Sophie Friedländer dort dem Leitungsteam an. Die Hauptaufgabe bestand nach wie vor darin, für die verbliebenen Kinder Familienplätze zu finden oder Arbeitsstellen für die Älteren.
Die hygienischen Verhältnisse im Workhouse waren wenig erfreulich. Friedländer berichtet von riesigen Staubmassen und dem Vorhandensein von Ratten. Im Laufe des Jahres spitzte sich die Situation gar zu:

„Inzwischen hatten wir nicht nur eine Epidemie von Krätze, die den Arzt aus Berlin und die Ärztin aus Wien täglich beschäftigte, es gab auch Fälle von Scharlach und Diphtherie, mindestens von Bazillenträgern. Das bedeutete Quarantäne für uns alle, die mit und ohne neue Fälle immer wieder verlängert wurde, was merkwürdigerweise nur die deutschen und österreichischen Insassen betraf. Die Engländer und Iren waren offenbar immun und konnten ihre täglichen Pub-Besuche aufrechterhalten.“

Die gemeinsame Camp-Leitung endete mit dem Ausbruch des Zweiten Weltkriegs. Das englische Mitglied des Leitungsteams erklärte sich zum alleinigen Leiter und hielt vor den versammelten Camp-Bewohnern eine Rede: „Es ist Krieg, und ihr seid jetzt alle in Feindesland. Wer etwas an der Campleitung kritisiert, kritisiert die Regierung und wird interniert.“ Eine weitere Folge des Kriegsausbruchs war es, dass die Chancen für die Kinder und Jugendlichen schwanden, außerhalb des Camps Anschluss zu bekommen:

„Nun versiegten auch die Angebote für die Unterbringung der Jungs. Nicht nur das: Für viele Kinder, die schon in Familien untergebracht waren, drohte erneut die Unsicherheit. Familienväter wurden eingezogen; für ein zusätzliches Kind aufzukommen, konnte ein Problem werden. So entstanden damals in fast allen größeren Städten Wohnheime für Flüchtlingskinder und -jugendliche. Sie wurden getragen von örtlichen Komitees und geführt von Flüchtlings-Betreuern, was für viele Kinder eine segensreiche Einrichtung wurde. Hier konnten sie – eher als in einer Familie – den Zusammenhang zu ihrer Vergangenheit kollektiv aufrechterhalten, was wir für ihre gesunde Weiterentwicklung für unbedingt wichtig hielten.“

Gegen Ende des Jahres 1939 versuchte Sophie Friedländer in Absprache mit einigen Kollegen, die vorgesetzte Dienststelle in London über die immer unerträglicher werdenden Zustände im Camp zu informieren. Kurz vor Weihnachten kam die schriftliche Antwort: „Your services are no longer required.“ Als Sophie Friedländer und ein Kollege daraufhin noch einmal persönlich in London zu intervenieren suchten, wurde ihnen gesagt: „Wenn es ihnen nicht gefällt, können sie dorthin zurückkehren, wo sie hergekommen sind.“ Was aus den verbliebenen Kindern und Jugendlichen wurde, wird von Friedländer nicht mehr berichtet.

##### Nachfolgeeinrichtungen
Bei der Betreuung der Kinder und Jugendlichen nach ihrer Zeit in den Auffanglagern gewannen Einrichtungen an Bedeutung, die in Deutschland bis heute wenig bekannt sind: die Farm-Schools und Refugee Hostels. Diese waren nicht nur eine Ergänzung zur Familienunterbringung der geflüchteten Kinder, sondern auch eine bewusste Alternative dazu. Rebekka Göpfert skizzierte 1999 den politischen Hintergrund, der bei den Farmgründungen eine Rolle spielte, und macht auf die unterschiedlichen Interessen der sich um die jüdischen Flüchtlingskinder kümmernden Organisationen – Kinder- und Jugend-Alijah und Refugee Children’s Movement (RCM), dem organisatorischen Rückgrat der Kindertransporte – aufmerksam.

„Im Gegensatz zum RCM wandte sich Youth Aliyah grundsätzlich gegen die Plazierung der Kinder in Pflegefamilien, auch in jüdische, da eine solche Unterbringung sie nicht ausreichend auf ein Leben im Kibbuz in Palästina vorbereite. Daher wurden zu diesem Zwecke eigens Farmen erworben bzw. gepachtet, auf denen die Kinder arbeiten würden. Da die Kapazität dieser Farmen nicht ausreichte, um sämtliche Kinder aufzunehmen, wurden einzelne Kinder auf englische Farmen verteilt, die möglichst in erreichbarer Nähe untereinander standen, so dass abends und am Wochenende ein gemeinsames Programm veranstaltet werden konnte.“

Göpfert berichtet von etwa 20 Hachschara-Zentren in Großbritannien, in denen sich neben Kindern auch Jugendliche und Erwachsene aufgehalten haben sollen. Dazu gehörten unter anderem:
- Wittingehame House
- In Kent:
  - Great Engham Farm School und
  - Pine Trees
- Hale Nurseries in der Nähe von Bournemouth
- Landough Castle in Wales nahe Cardiff
- Gwtych Castle in Nord-Wales.
- In Nordirland
  - Clonin Castle
  - Millisle Farm
- Bydon

Die Lager in Kent mussten bei Kriegsausbruch geschlossen werden, weil sie in einer Zone lagen, in der deutsche Angriffe auf Großbritannien erwartet wurden. In dieser Zone durften sich keine Enemy Aliens aufhalten, für welche auch deutschstämmige jugendliche und erwachsene Flüchtlinge gehalten wurden. Bydon wurde als Ersatz der beiden Lager eingerichtet.
Die in den erwähnten Farm-Schools praktizierte Ausbildung war dem Ziel der Vorbereitung einer Auswanderung nach Palästina untergeordnet. Wichtig war deshalb der Erwerb der hebräischen Sprache und der praktische und theoretische Erwerb von handwerklichen und landwirtschaftlichen Grundkenntnissen. Darüber hinaus erfolgte der Unterricht in den üblichen englischen Schulfächern.
Für die Kinder war die Ausbildung – abhängig von ihrem Alter – mit mehr oder weniger harter Arbeit auf der eigenen Farm oder einem benachbarten Bauernhof verbunden. Über den reinen Ausbildungszweck hinaus dienten diese Feldarbeiten aber auch dazu, die eigene Versorgung zu sichern.
Ein wichtiger Bestandteil der hinter den Jugendfarmen stehenden Konzeption war es aber auch, für das oben schon thematisierte psychische Wohlergehen der Kinder und Jugendlichen zu sorgen. Diesem Ziel dienten gemeinsame Veranstaltungen und Unternehmungen am Abend und am Wochenende, wobei es auch immer darum ging, dem Verlust der Heimat und des Elternhauses positive Erfahrungen und Gefühle entgegenzusetzen. Göpfert nimmt an, dass „die emotionale Betreuung der Kinder in einem solchen Heim im allgemeinen intensiver oder warmherziger war als in englischen Familien.
Neben den von Göpfert genannten Einrichtungen gab es alleine in Schottland noch mehrere Gemeinschaftsunterkünfte für die Kinder und Jugendlichen der Kindertransporte:
- Garnethill Hostel in Glasgow
- „A Quaker hostel for women and girls, located on the other side of the synagogue in Renfrew Street, from 1940–1942. This hostel accommodated fifteen people at a time, mostly adults. […]
- Polton House, near Dalkeith in Midlothian
- and others at Birkenward, Skelmorlie in Ayrshire, Ernespie House (Castle Douglas), and The Priory in Selkirk.“[25][26]

Sophie Friedländer und Hilde Jarecki gründeten und leiteten selber zwei Gemeinschaftsunterkünfte:
- das Refugee Hostel Birmingham (1942–1943)
 und
- das Refugee Hostel Reading (1943–1955).

Unterstützung und Hilfe bekamen die Kinder und Jugendlichen auch von verschiedenen Exil-Organisationen und von Einrichtungen, die von deutschen Emigranten gegründet worden waren. Die Pädagogin Anna Essinger war bereits 1933 mit 66 Kindern nach England geflohen und nahm später in ihrem Internat Bunce Court School Flüchtlinge aus den Kindertransporten auf. Auch Organisationen wie die FDJ in Großbritannien kümmerten sich um die vertriebenen Kinder und Jugendlichen. Die FDJ hatte zwischen 1941 und 1945 „in England ungefähr 750 Mitglieder. Davon sind ca. 100 nach Deutschland zurück gegangen.“

### Beginn des Zweiten Weltkriegs
Das offizielle Ende der Kindertransporte war der 1. September 1939, als mit dem deutschen Überfall auf Polen der Zweite Weltkrieg entfesselt wurde. Der letzte bekannte Kindertransport, organisiert von Geertruida Wijsmuller-Meijer, erfolgte durch den niederländischen Frachter SS Bodegraven, der mit 80 Kindern an Bord am 14. Mai 1940 unter deutschem Maschinengewehrfeuer von IJmuiden aus den Kanal überquerte und schließlich in Liverpool landete. Frau Wijsmuller hätte mitfliehen können, aber laut ihrer Biographie wollte sie bei ihrem Mann in Holland bleiben.
Mit Beginn des Weltkrieges verschärfte sich die Situation der Flüchtlingskinder in Großbritannien, worauf bereits Sophie Friedländer (siehe oben) aufmerksam gemacht hatte. Viele wurden von den Pflegefamilien in Flüchtlingslager abgegeben oder als deutsche Spione verdächtigt. So kam es dazu, dass ältere Kinder zunächst auf der Isle of Man interniert und danach in australische und andere Internierungslager gebracht wurden. Sie konnten später zurückkehren, wenn sie in die englische Armee eintraten. Dennoch fanden knapp 10.000 Kinder in Großbritannien Schutz.
Rund 8000 weitere Kinder waren in Pflegefamilien oder Heimen in den Niederlanden, in Belgien, in Frankreich, der Schweiz oder in Schweden untergekommen. Nicht alle entgingen der Deportation in den Osten und der Vernichtung.
In Frankreich wurden nach der Besetzung Nordfrankreichs durch die Wehrmacht im Sommer 1940 und im übrigen Frankreich, das vom Vichy-Regime regiert wurde, mit Hilfe der Résistance etwa 10.000 jüdische Kinder vor der Deportation und dem Tod gerettet. 2000 davon gelangten zwischen 1942 und 1944 illegal in die Schweiz. Einige Hundert wurden über die Pyrenäen nach Spanien geschleust. Die übrigen blieben im Land versteckt, häufig in Einrichtungen der katholischen Kirche.

### Traumatisierung
Viele der Kinder erfuhren erst nach Kriegsende Details ihrer Rettung und des Schicksals ihrer in Deutschland verbliebenen Familie. Mark Jonathan Harris, dessen Film Kindertransport – In eine fremde Welt 2001 als bester Dokumentarfilm mit dem Oscar prämiert wurde, beschreibt, wie die Kinder mit der Verarbeitung ihrer Erlebnisse allein gelassen wurden:

„Das Schicksal der Kinder und ihre weitere Geschichte weisen bleibende Spuren der Traumatisierung auf. Viele sahen ihre Eltern nie wieder, und selbst wenn Mutter oder Vater am Ende der Naziherrschaft zu den Überlebenden gehörten, kamen meist keine normalen Beziehungen mehr zustande. Unter den Kindern sind Depressionen und Beziehungsstörungen, Ängste aller Art, Ruhelosigkeit und Misstrauen besonders häufig, Folgen eines traumatischen Identitätsverlustes. Hinzu kommt das ‚Schuldgefühl der Überlebenden‘ (‘survivors guilt’): Ähnlich wie bei Menschen, die als ‚versteckte Kinder‘ unter falscher Identität der Vernichtungsmaschinerie der Nazis entgingen, wurde den Kindern der Rettungsaktion die eigene Trauer über das Erlittene nicht zugestanden, nicht von der Umwelt und nicht vom eigenen Gewissen.“

### Entschädigung
Am 17. Dezember 2018 gaben das deutsche Bundesministerium der Finanzen und die Jewish Claims Conference (JCC) die Einigung auf eine symbolische Entschädigung für Überlebende der Kindertransporte in Form einer Einmalzahlung von 2500 Euro bekannt. Der Kindertransportfonds besteht seit dem 1. Januar 2019. Es ist unklar, wie viele Betroffene zu diesem Zeitpunkt noch lebten.

## Erinnerung
Die Flucht jüdischer Kinder wurde seit 2002 der Öffentlichkeit in Österreich ins Bewusstsein gerufen durch das Schulprojekt A Letter To The Stars und durch die Künstlergruppe „Counter/Act“, die in Wien Pappschachteln verteilte, in denen auf Papierstreifen der Rassismus angeprangert wurde. Unter anderem befanden sich in der Schachtel Anzeigen jüdischer Eltern, die 1938/1939 dringend Adoptiv- oder Pflege-Eltern in England für ihre Kinder suchten. Die Anzeigen wurden in der Originalform im November 2006 in Die Presse sowie in der Jewish Chronicle in London nachgedruckt, wo sie ursprünglich erschienen waren.
Eine Anzeige lautete:

„Auf der Suche nach einem Ausweg: Welche großmütige Familie übernimmt in der heutigen harten Zeit die Sorge für meine Kinder oder adoptiert sie? Ihr Vater ist Dr. Ing., lange Zeit Mitarbeiter der Österr. Staatsbahnen, und als Jude jetzt arbeitslos. Die zwei Kinder sind 10 und 12½ Jahre alt, hübsch und vollkommen gesund. Die Eltern wären glücklich, die Kinder in einer jüdischen gläubigen Familie zu wissen. Dr. Ing. S. Morgenstern, 2, Böcklinstrasse, Wien 2.“

### Vereine
In den 1980er Jahren wurden die britische Reunion of Kindertransport und die amerikanische Kindertransport Association gegründet.
2001 wurde der Verein Child Survivors Deutschland e. V. – Überlebende Kinder der Shoah gegründet, die erste Vorsitzende war Cilly Levitus-Peiser. Hier haben sich Menschen zusammengeschlossen, die als Kinder in der NS-Zeit wegen ihres Judentums beziehungsweise ihrer jüdischen Wurzeln verfolgt wurden.

### Gedenkstätten
- In London wurde auf Initiative von Prinz Charles das Denkmal Kindertransport – Die Ankunft des israelischen Bildhauers Frank Meisler, der selbst 1939 durch einen Kindertransport aus Danzig gerettet wurde, am Bahnhof Liverpool Street aufgestellt, an dem Bahnhof, wo die meisten jüdischen Kinder aus Deutschland eintrafen.
- Auf Gleis 1 des Prager Hauptbahnhofs wurde am 1. September 2006 anlässlich des Eintreffens eines Erinnerungszuges zu Ehren von Sir Nicolas Winton eine aus drei Personen bestehende Bronzeskulptur der Bildhauerin Flor Kent enthüllt. Sie erinnert daran, dass der britische Bankier bis 1939 für 669 jüdische Kinder die Ausreise nach Großbritannien organisierte.
- Am Wiener Westbahnhof wurde im März 2008 eine ähnliche Skulptur von Flor Kent aufgestellt, die von den Österreichischen Bundesbahnen finanziert wurde.[33]
- In Berlin wurde am 30. November 2008 am S- und U-Bahnhof Friedrichstraße ebenfalls die Skulptur Züge ins Leben – Züge in den Tod: 1938–1939 von Frank Meisler eingeweiht.[34][35] Diese Skulptur wurde durch Spenden finanziert.
- Seit Mai 2009 erinnert auch in Danzig vor dem Hauptbahnhof das Denkmal Kindertransport – Die Abreise an die Kindertransporte.[36]
- In Hoek van Holland erinnert seit November 2011 ein Denkmal an die Kindertransporte, das ebenfalls von Frank Meisler geschaffen wurde.[37]
- An die aus Hamburg abtransportierten und geretteten 1000 Kinder erinnert seit dem 6. Mai 2015 die Skulptur Kindertransport – Der letzte Abschied, ebenfalls von Frank Meisler, am Dag-Hammarskjöld-Platz am Dammtorbahnhof in Hamburg. Das Denkmal wurde durch Spenden finanziert.[38][39] Im Rahmen eines dreitägigen Staatsbesuchs in Deutschland besuchte es Charles III am 31. März 2023, gemeinsam mit Bundespräsident Steinmeier und Bürgermeister Tschentscher.[40]
- „Frankfurt war das organisatorische Zentrum für die Kinderauswanderung aus dem ganzen südwestdeutschen Raum. Viele Eltern schickten ihre Kinder zu Verwandten oder in Waisenhäuser nach Frankfurt, um ihre Chance auf eine Ausreise ins rettende Ausland zu verbessern. Organisiert wurden die Transporte von der jüdischen Wohlfahrtspflege der jüdischen Gemeinde Frankfurt, die auch die Begleitung der Kinder zumindest bis zur Grenze bewerkstelligte. Weitere Transporte kamen über das lsraelitische Waisenhaus am Röderbergweg oder das Jüdische Jungenheim der Flersheim-Sichel-Stiftung an der Ebersheimstraße zustande. Mindestens 600 Kinder aus Frankfurt am Main gelangten mit den Kindertransporten ins Ausland.“[41] Daran erinnert seit dem 2. September 2021 das in Frankfurt am Main eingeweihte Denkmal Das Waisen-Karussell der israelischen Künstlerin Yael Bartana. Das Denkmal steht an der Ecke Kaiserstraße und Gallusanlage (Lage) in Sichtweite zum Hauptbahnhof. „Der Ort ist nicht zufällig gewählt. Bereits hier mussten sich die Eltern von ihren Kindern verabschieden, den Gang zum Bahnhof mussten diese alleine gehen. Von dort aus fuhren die Sonderzüge der Reichsbahn ins rettende Ausland.“[42] Das etwa 300.000 Euro teure Denkmal hat die Form eines sechseckigen Kinderkarussells. Dessen umlaufende senkrechte Holzverkleidung trägt je zweimal die Inschriften Auf Wiedersehen, Mutter, Auf Wiedersehen, Vater und Auf bald, mein Kind, die an die hier gefallenen Abschiedsworte erinnern sollen.[42]
- Im belgischen Ort Herbesthal in der Gemeinde Lontzen erinnert am ehemaligen Bahnhof Herbesthal ein Denkmal des Aachener Künstlers Sebastian Schmidt, das eine abreisebereite Kindergruppe vor zwei alten originalgetreuen Güterwaggons zeigt, an die dortigen Kindertransporte. Als belgischer „Grenzbahnhof“ konnten allein hier zwischen Ende 1938 und dem Überfall auf Belgien im Mai 1940 rund 1000 Kinder und Jugendliche gerettet werden. Zwischen dem 2. und 8. Januar 1939 verweigerten jedoch die belgische Grenzpolizei in Herbesthal etwa 70 unbegleiteten jüdischen Kindern die Einreise nach Belgien und schickten sie ins Deutsche Reich zurück.[43]

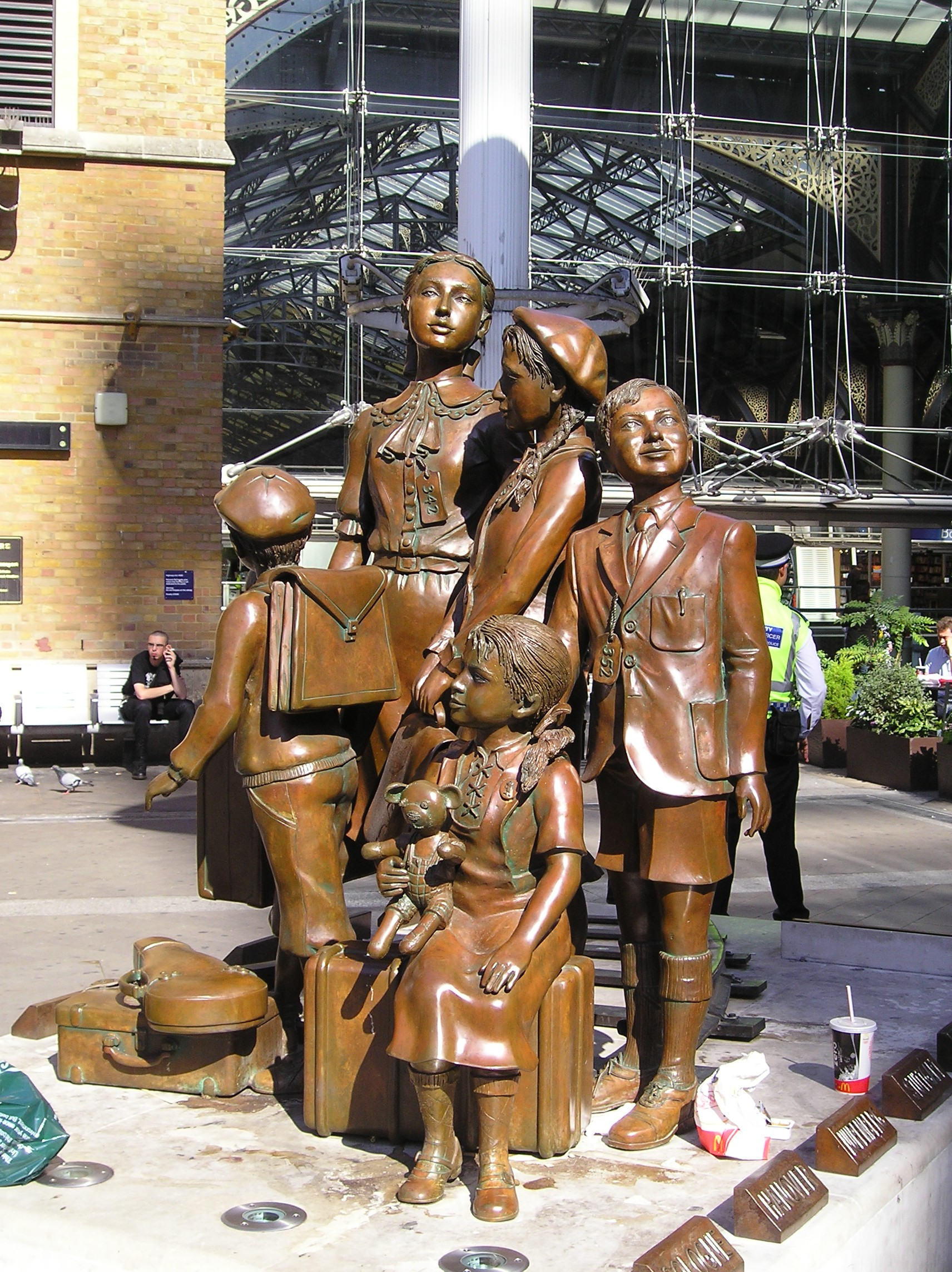
Kindertransport – Die Ankunft von Frank Meisler vor dem Londoner Bahnhof Liverpool Street, 2006
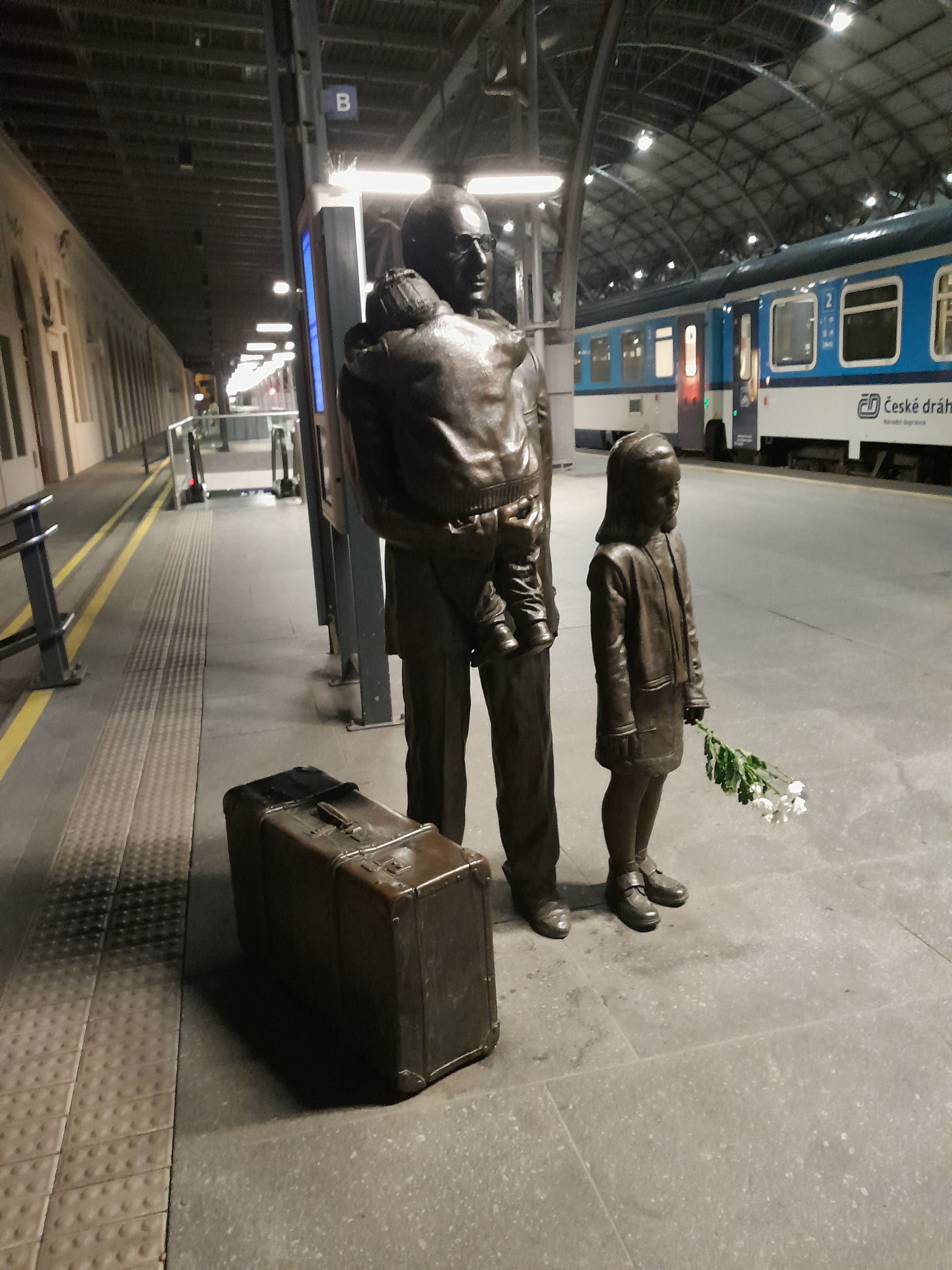
Für die Kinder Statue im Gedenken an Nicholas Winton von Flor Kent auf Gleis 1 des Prager Hauptbahnhofs, 2006
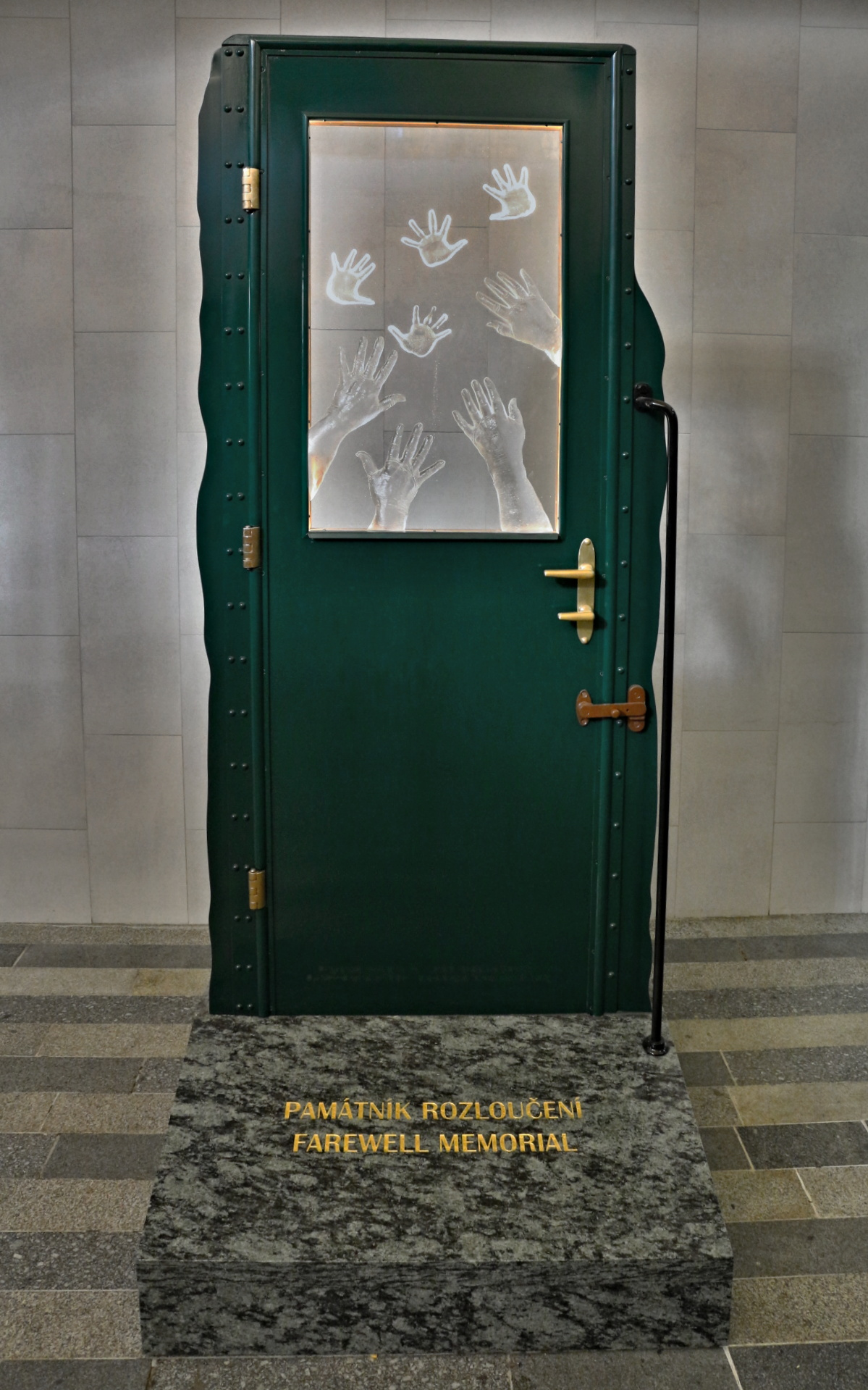
Skulptur für Nicholas Winton im Prager Bahnhof, 2017
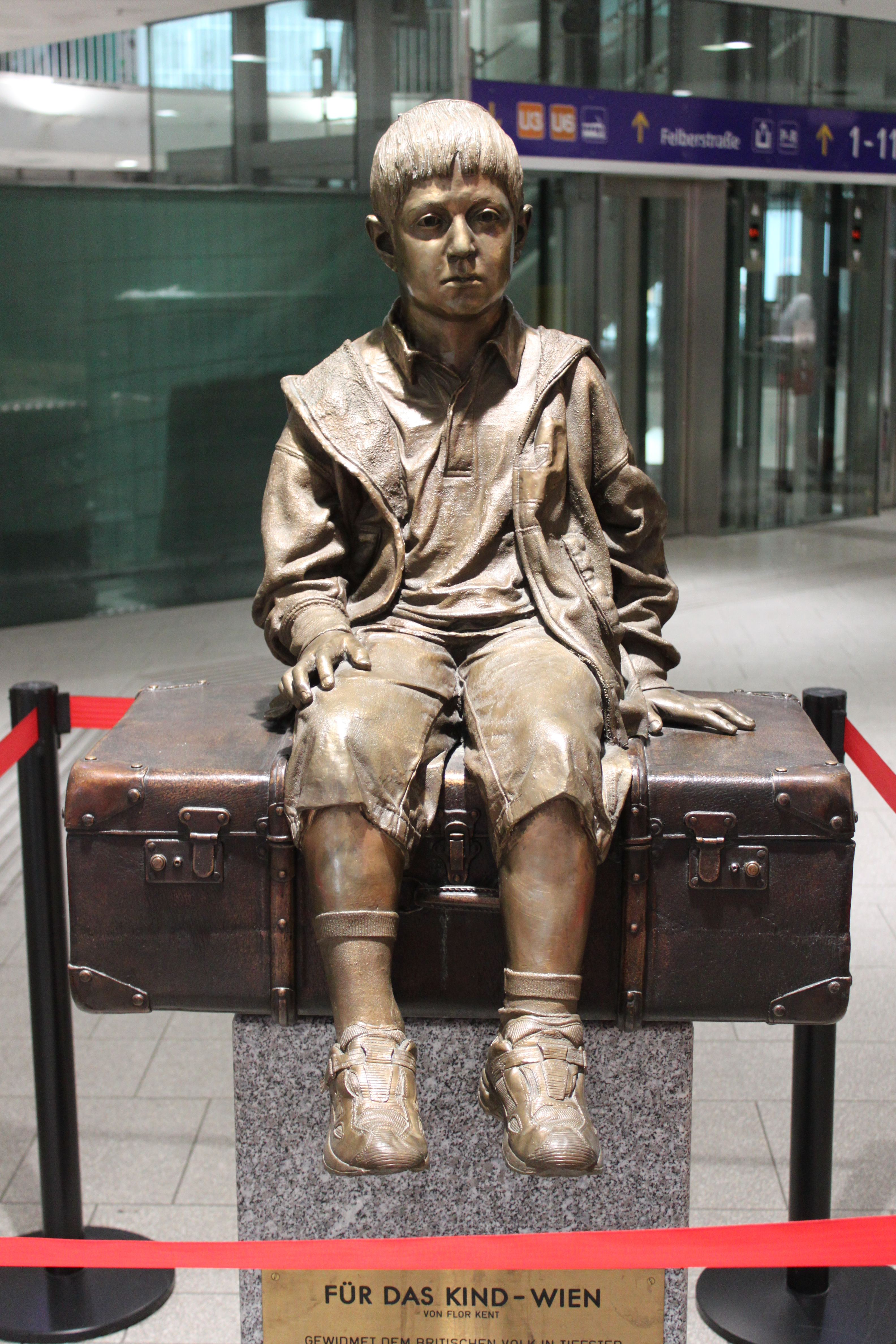
Für das Kind Statue von Flor Kent, Wien Westbahnhof
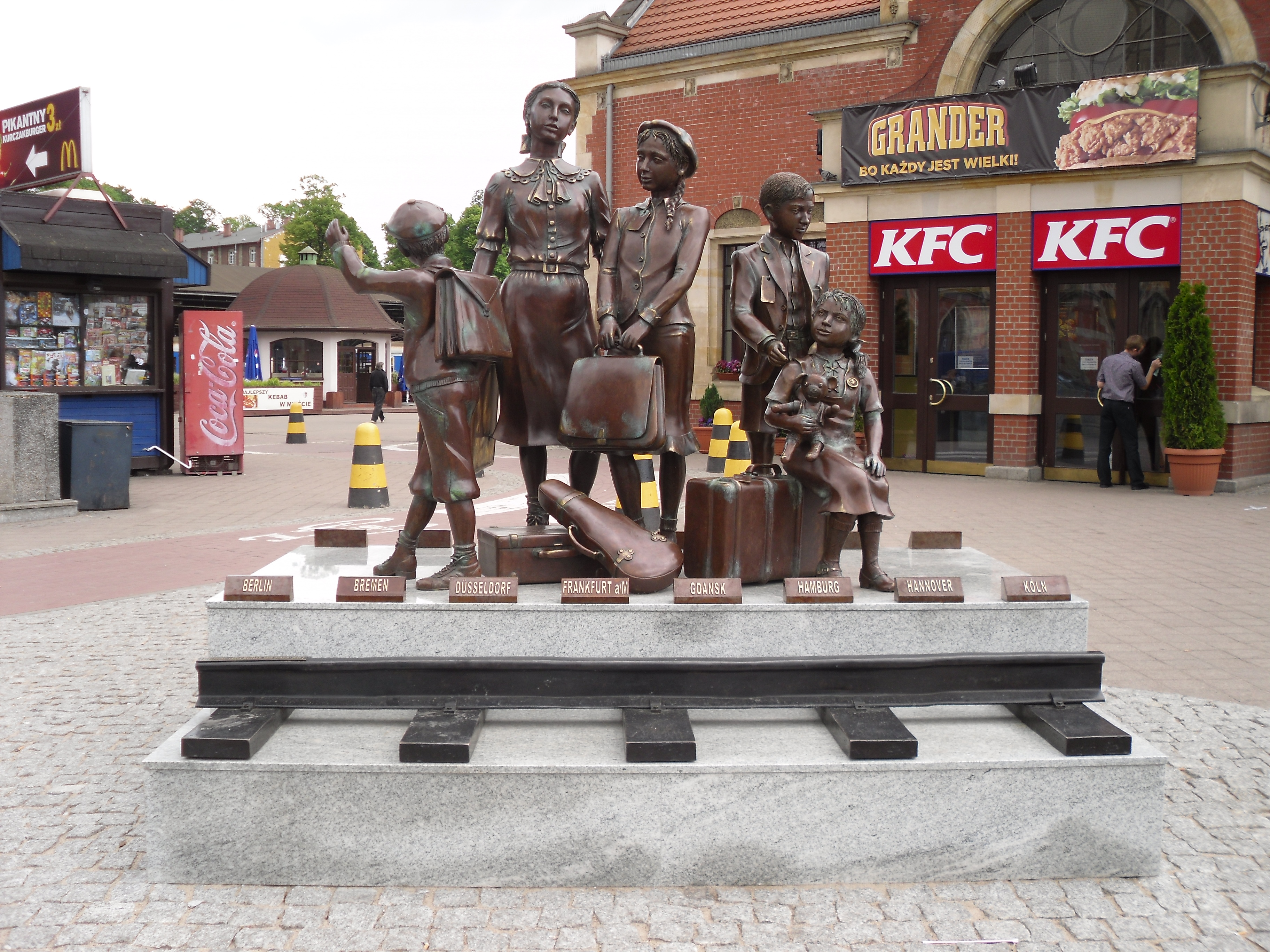
Kindertransport – Die Abreise von Frank Meisler vor dem Danziger Bahnhof Gdańsk Główny, 2009
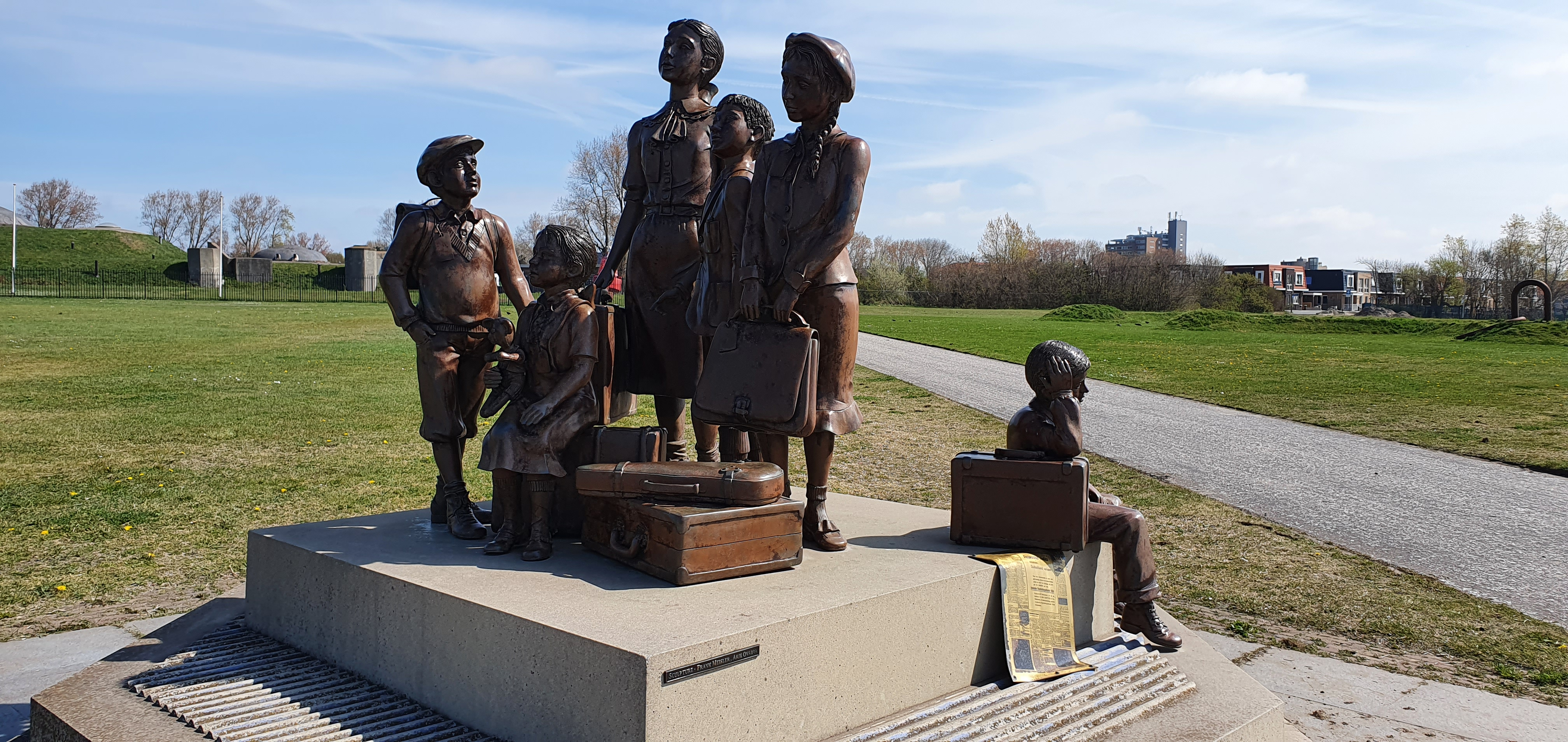
Kindertransport – Channel Crossing to Life von Frank Meisler und Arie Ovadia im Fährhafen von Hoek van Holland, 2011
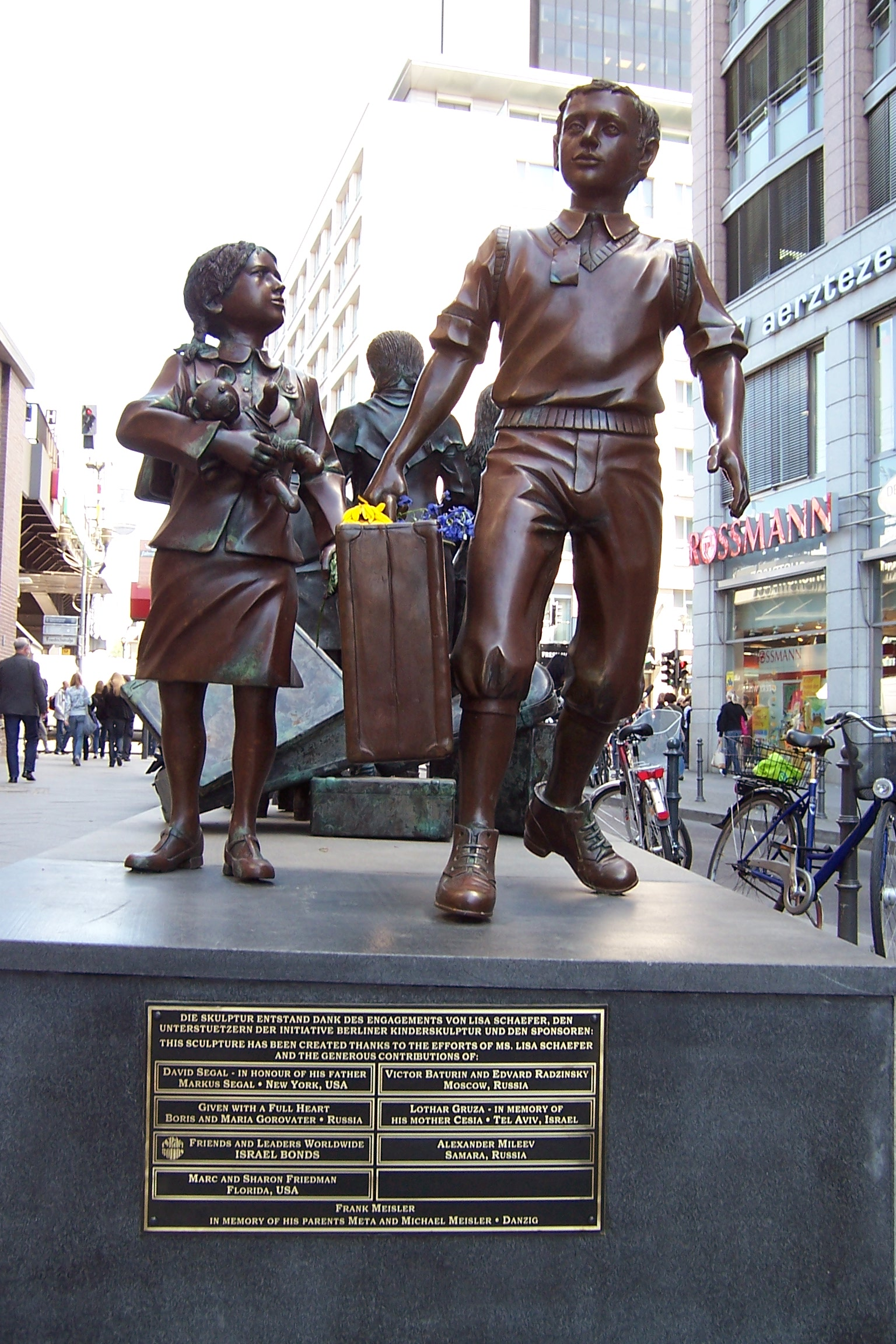
Züge in das Leben – Züge in den Tod von Frank Meisler vor dem Bahnhof Friedrichstraße, Berlin, 2008
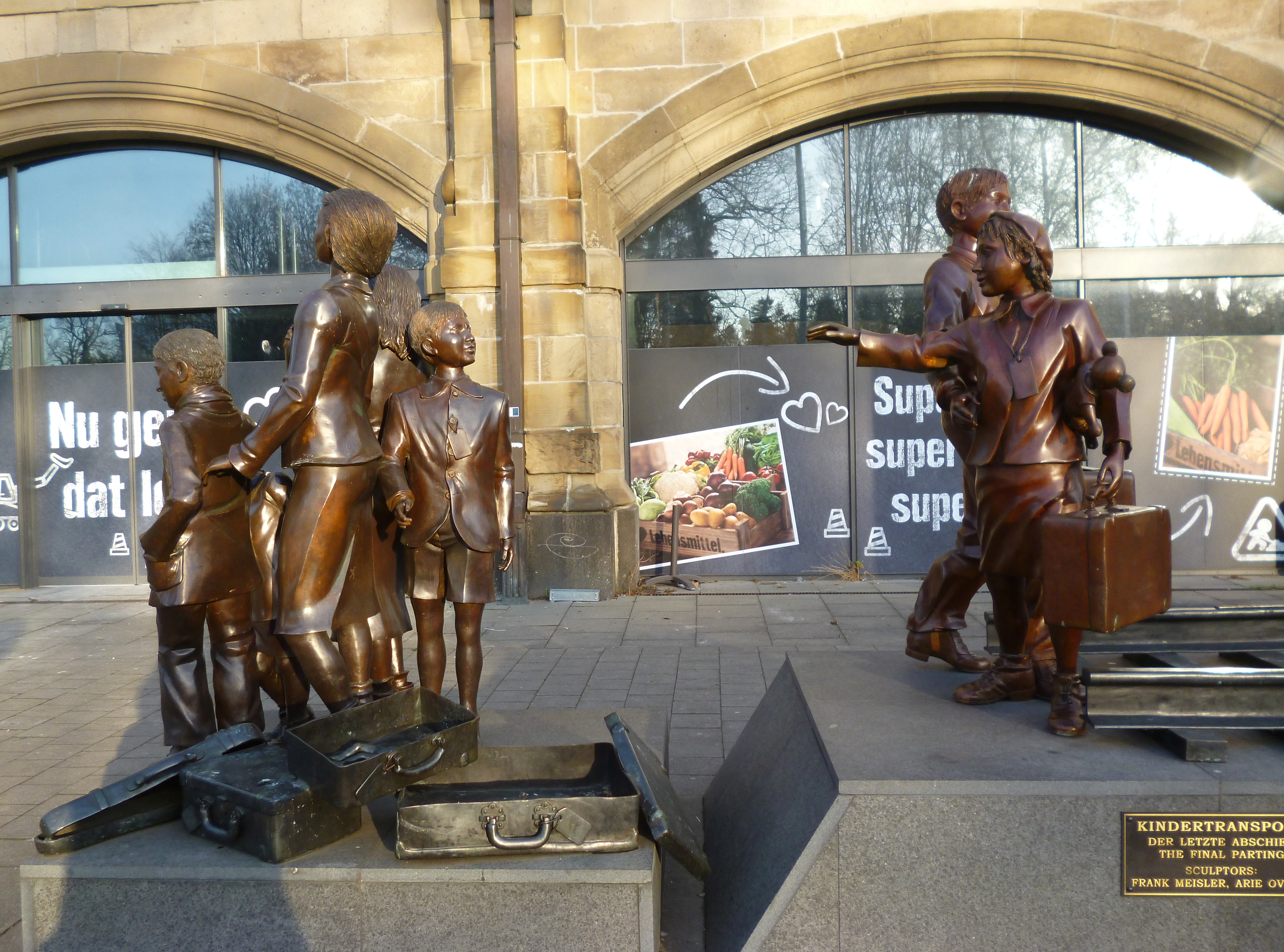
Kindertransport – Der letzte Abschied von Frank Meisler und Arie Ovadia vor dem Bahnhof Hamburg Dammtor, 2015
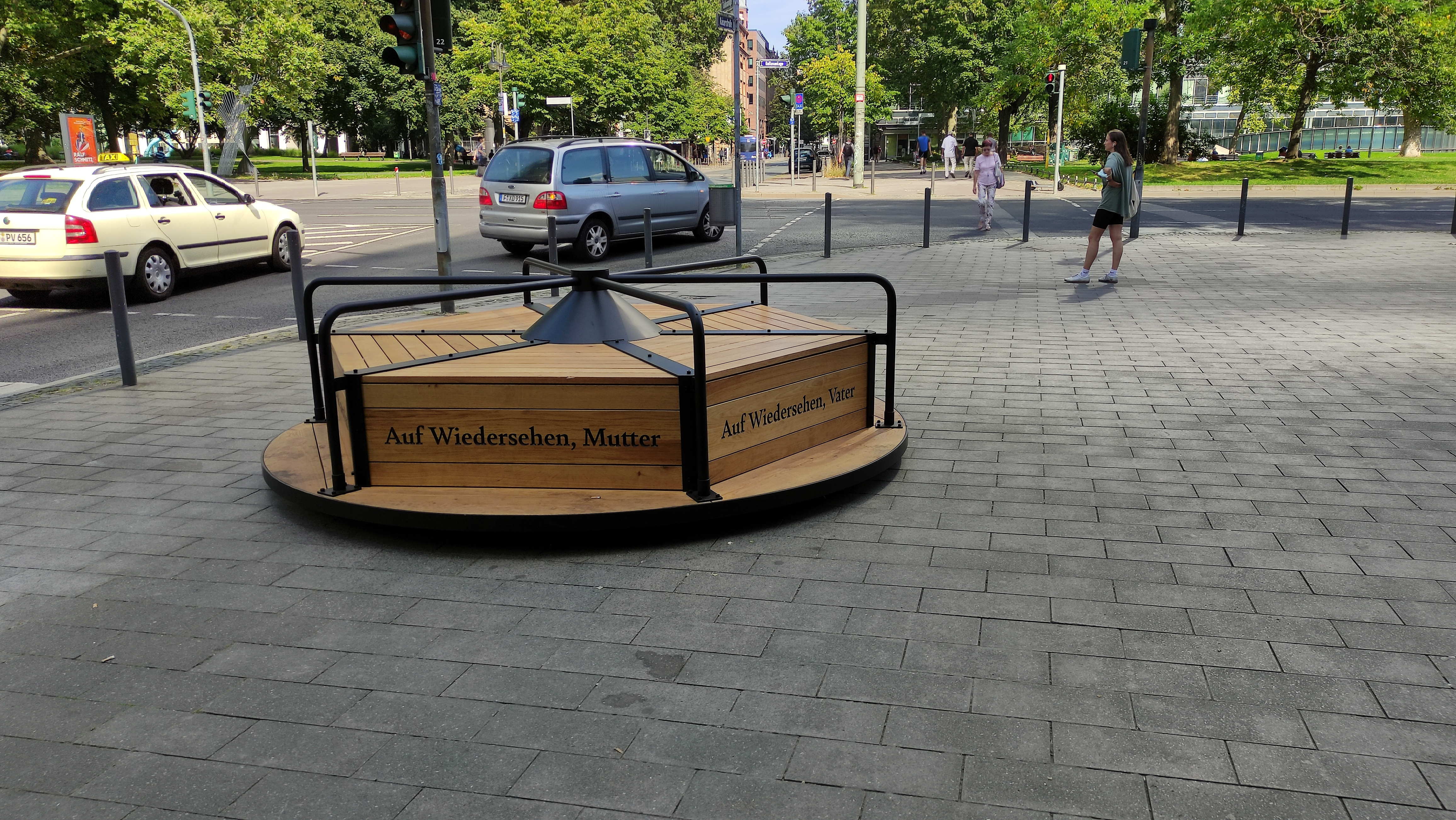
Das Kindertransport-Denkmal in Sichtweite zum Frankfurter Hauptbahnhof stammt von der israelischen Künstlerin Yael Bartana und wurde am 2. September 2021 eingeweiht.
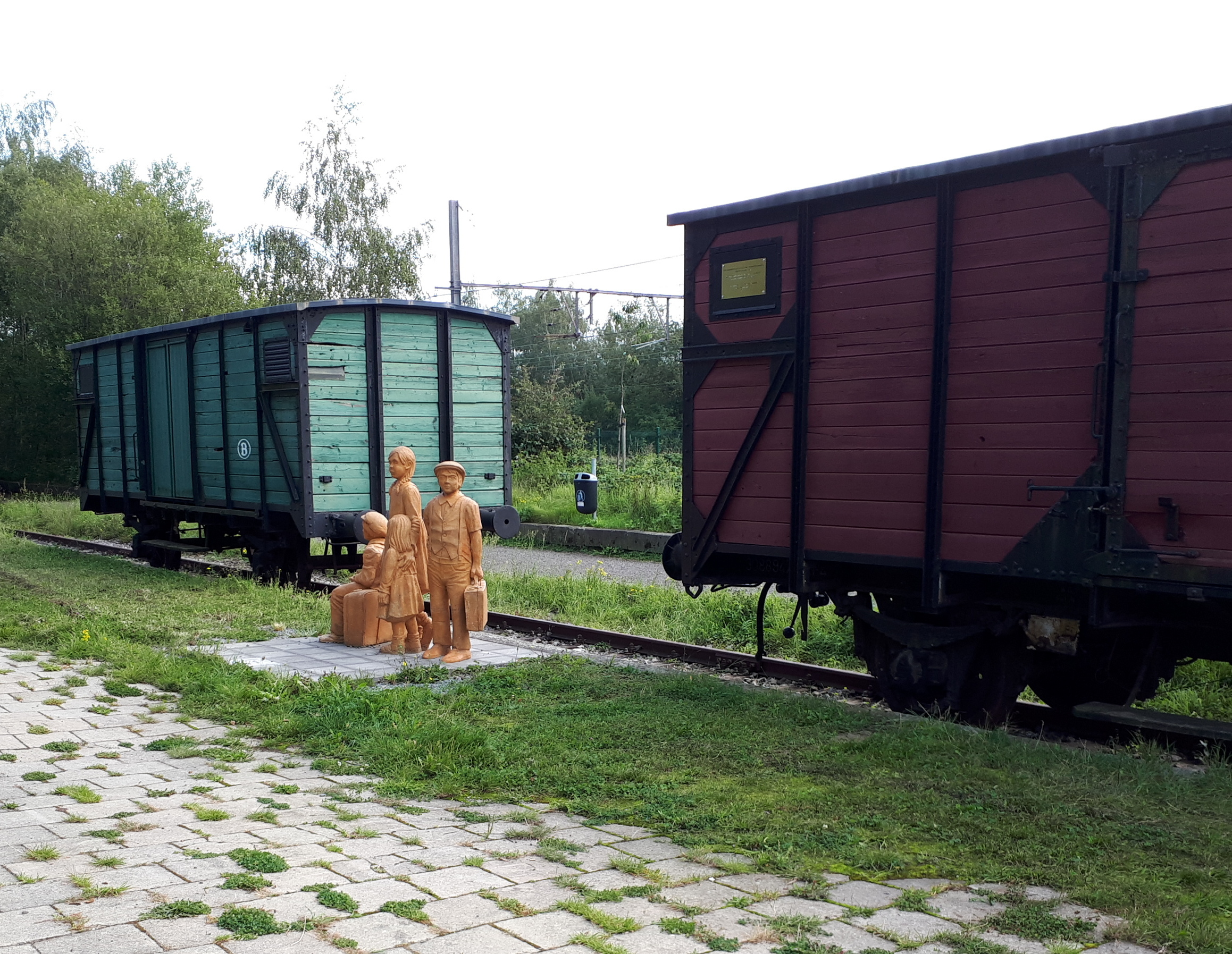
Denkmal (Waggons und Skulptur) für die jüdischen Kindertransporte ab dem Bahnhof Herbesthal

### Ausstellungen
Seit Mai 2012 widmet sich die Wanderausstellung „Wenn ihr hier ankommt …“ – Schicksal einer jüdischen Familie zwischen Kindertransport und gescheiterter Emigration von Christoph Gann dem Thema am Beispiel der aus Meiningen und Nürnberg stammenden Familie Mosbacher. Die zwölfjährige Eva Mosbacher gelangte im Mai 1939 nach England.
Seit 2014 gibt es in der Urania Wien eine Ausstellung mit 23 Fotos und persönlichen Gegenständen.
In Berlin-Charlottenburg wurden von August bis Oktober 2019 vor dem Bahnhof Charlottenburg drei Litfaßsäulen mit Texten und Bildern zu den Kindertransporten aufgestellt, begleitet von einem Rahmenprogramm der bezirklichen Kommunalen Galerie.
Die Deutsche Nationalbibliothek in Frankfurt erinnerte in einer Ausstellung vom 2. September 2021 bis zum 15. Mai 2022 an die Frankfurter Kinder, die mit den Kindertransporten ohne ihre Eltern ins Exil geschickt wurden. Begleitend zur Ausstellung erschien im Herbst 2021 in Kooperation mit der Stadt Frankfurt am Main ein umfangreicher Katalog im Wallstein-Verlag, der sich auch dem The Orphan Carousel (Das Waisen-Karussell) der Künstlerin Yael Bartana widmet.

## Gerettete Kinder
Einige der geretteten Kinder sind:
- Norbert Abeles (* 1923), Sohn von Siegfried Abeles, von Wien nach England
- Helga Aichinger, Zwillingsschwester von Ilse Aichinger
- Andre Asriel
- Frank Auerbach
- Alfred Bader
- Kurt Beckhardt (* 1927) und Hilde Susan Couchman (* 1930), beide Kinder von Fritz Beckhardt
- Beate Beer (* 1929, verheiratete Hammett), Tochter des Berliner Architekten Alexander Beer
- Gretel Beer
- Walter Bloch, Sohn des Schriftstellers Erich Bloch
- Horst Brasch
- Leslie Baruch Brent (Lothar Baruch)[49][50]
- Ilan Brunner
- Julius Carlebach
- Paul Cohn
- Marion Charles (Czarlinski) (* 1927), Mutter von Wendy Leigh
- Alfred Dellheim[51]
- Gitta Deutsch
- Alfred Dubs, Baron Dubs
- Susan Einzig mit einem Bruder
- Hedy Epstein
- Erika Estis
- Margot Fellheimer[50]
- Johnny Fischer
- Alfred Fleischhacker
- Ernst Fraenkel
- Hanno Fry[29]
- Vera Graubart, geboren 1934, Tochter von Richard Graubart
- Karen Gershon
- John A. S. Grenville
- Hannelore Gumpel[50]
- Bernhard Grünberg (heute Ehrenbürger von Lingen (Ems))[52]
- Karl Gruenberg
- Richard Grunberger
- Kurt Gutmann[53][54]
- Ilse Guttentag, verheiratete Sinclair[55]
- Hella Händler[56]
- Heini Halberstam
- William W. Hallo
- Jack Hamesh (Jakob Fünfer?), Freund und Brieffreund Ingeborg Bachmanns[57][58]
- Oswald Hanfling
- Charles Hannam (Karl Ludwig Hirschland)
- Geoffrey Hartman
- Ursula Herzberg[59]
- Eva Hesse
- Eva Heymann[50]
- Lucie und Margit Hilsenrad[25]
- Ursula Rosemarie Hoffmann, Tochter des deutschen Fabrikanten Arnold Bernhard
- Gerard Hoffnung
- Heinrich Dieter Holland
- David Hurst
- Vera Isler-Leiner, 1936 in die Schweiz
- Hans Jacobus
- Fred Jordan
- Helmut Kallmann
- Eva und Marianne Katzenstein, im Mai 1939 nach England, Töchter des jüdischen Rechtsanwaltes Willy Katzenstein
- Walter Kaufmann
- Gérard Koch
- Walter Kohn
- Eva Kollisch
- Ernest Kolman
- Ralph Koltai[60]
- Lotte Kramer
- Frank Kreith
- Joachim Kronheim[61]
- Edith Kurzweil und ihr jüngerer Bruder Hans Weiß nach Brüssel
- Inge Lammel (als Inge Rackwitz, mit ihrer Schwester Eva Rackwitz)
- Ilse Langguth[62]
- Michael Lappert
- Marianne Lasker als Transportbegleiterin. Ihre Schwestern Renate und Anita überlebten die KZ-Haft.
- Bertha Leverton, geborene Bertha Engelhard und ihre Schwester Ingeborg Sadan[50]
- Cilly Levitus-Peiser und ihre Schwester Jutta in die Niederlande, ihre Schwester Hanna nach Palästina
- Gisela Lindenberg[63]
- Walter Lindenberg[64][65]
- Jakov Lind in die Niederlande
- Werner Löbl, der sich später Werner M. Loval nannte, und seine Schwester Erika
- Franz Loeser
- Gerd Magnus (George Marlow)[66]
- Gerda Mayer
- Frank Meisler
- Hans Menasse
- Kurt Menasse
- Henry Mendelson
- Rolf Merzbacher und sein jüngerer Bruder Werner Merzbacher in die Schweiz
- Gustav Metzger
- Isi Israel Metzstein
- Martin Ludwig Michaelis und Ruth Barnett, Kinder von Robert Bernd Michaelis, deren Schicksal Ursula Krechel in ihrem Roman Landgericht aufgegriffen hat.[67]
- Helga Michie
- Ruth Morley
- Eva Mosbacher
- Robert Muller
- Ruth David, geb. Oppenheimer[68]
- Martin Ostwald
- Peggy Parnass
- Arno Penzias
- Jakob Josef Petuchowski
- Werner Pfeffer (1927–1995), Sohn von Fritz Pfeffer
- Hella Pick
- Otto Pick
- Sidney Pollard
- Ari Rath Alijah
- John Rayner
- Simon Reiss[50]
- Karel Reisz
- Wolfgang Rindler
- Werner Rindsberg (Reed, Walter)[69]
- Michael Roemer
- Ruth und Martin Rubinstein[50]
- Lance Samson, Vater der Autorin Polly Samson
- Ilse Schidlof
- Rainer Michael Schülein
- Ernst Schwarcz
- Meier Schwarz
- Peter Schwarz, nannte sich in Peter Kinley um
- Lore Segal
- Robert A. Shaw
- George Shefi
- Dame Stephanie Shirley, geborene Vera Stephanie Buchthal, und ihre vier Jahre ältere Schwester Renate Buchthal
- Beate Siegel,[50] Tochter von Michael Siegel
- Dorrith M[arianne] Sim, geb. Oppenheim (→ Literaturverzeichnis)
- Richard W. Sonnenfeldt und sein Bruder Helmut
- Fritz Spiegl
- Fred Spira
- Barbara Stimler
- Michael Stone
- Guenter Treitel
- Marion Walter, spätere Mathematikprofessorin an der University of Oregon, und ihre namentlich nicht genannte Schwester.[70]
- Ruth und Anneliese Wassermann[50]
- Fred M. Westfield
- Kurt Weiler
- Herbert Weisz[71]
- Ruth Westheimer in die Schweiz
- Richard Wiener
- Franz Wurm
- Hanna Zack Miley[72]
- Eberhard Zamory[73]

Eine nahezu komplette Liste der Kinder und Jugendlichen, die die Whittingehame Farm School besucht haben, ist auf der Webseite über die Geschichte der Schule zu finden.
Gerettete Kinder, die später Nobelpreisträger wurden:
- Walter Kohn aus Wien: Chemie 1998.
- Arno Penzias aus München: Physik 1978.

### Deutschland
- Quäkerbüro in Berlin

### England
Der Children’s Overseas Reception Board war ein von der britischen Regierung initiiertes Programm zur Evakuierung britischer Kinder aus England während des Zweiten Weltkrieges z. B. nach Kanada und Neuseeland.

### Weitere Helfer
- Bertha Bracey war eine derjenigen Personen, die die britische Regierung von der Notwendigkeit der Kindertransporte überzeugte.
- Samuel Echt, Schulrektor in Danzig
- Anna Essinger und Hanna Bergas organisierten mit Lehrern und älteren Schülern der Bunce Court School das Auffanglager Dovercourt und die Versorgung für einen Teil der Kinder der Kindertransporte und suchten nach Pflegefamilien und Heimen.
- Fridolin Friedmann
- Franzi Groszmann
- Erich Klibansky, Leiter der „Jawne“, des jüdischen Gymnasiums in Köln, organisierte die Rettung von 130 Schülern
- Käte Rosenheim, jüdische Sozialarbeiterin
- Marie Schmolková, organisierte die Rettung von 669 jüdischen Kindern aus der Tschechoslowakei
- Geertruida Wijsmuller-Meyer
- Nicholas Winton, Rettung von 669 jüdischen Kindern aus Prag bekannt
- Kinder- und Jugend-Alijah
- Alice Ferrières rettete zahlreiche jüdische Kinder in Murat (Cantal).
- Le Chambon-sur-Lignon Frankreich, Cevennen (Kinderrettung vor Ort und durch Fluchthilfe)

### Personenübergreifend
in der Reihenfolge des Erscheinens
- Sophie Friedländer, Hilde Jarecki: Sophie & Hilde. Ein gemeinsames Leben in Freundschaft und Beruf. Ein Zwillingsbuch. Hrsg. von Bruno Schonig. Hentrich, Berlin 1996, ISBN 978-3-89468-229-3.[75]
- Rebekka Göpfert: Der Jüdische Kindertransport von Deutschland nach England 1938/1939. Geschichte und Erinnerung. Campus, Frankfurt 1999, ISBN 3-593-36201-5.
- Mark Jonathan Harris, Deborah Oppenheimer, Jerry Hofer: Kindertransport in eine fremde Welt. Goldmann, München 2000, ISBN 3-442-15138-4.
- Barry Turner: Kindertransport. Eine beispiellose Rettungsaktion. Bleicher, Gerlingen 2002, ISBN 3-88350-033-X.
- Anja Salewsky: »Der olle Hitler soll sterben!« Erinnerungen an den jüdischen Kindertransport nach England. Econ Ullstein List, München 2002, ISBN 3-548-60234-7.[76]
- Wolfgang Benz (Hrsg.): Die Kindertransporte 1938/39. Rettung und Integration. Mit Beiträgen von Ilse Aichinger. Fischer Taschenbuch 15745 (in der Reihe: Die Zeit des Nationalsozialismus), Frankfurt 2003, ISBN 3-596-15745-5.
- Gertrude Dubrovsky: Six from Leipzig. Kindertransport and the Cambridge Refugee Children’s Committee Vallentine Mitchell, Edgware 2003, ISBN 978-0-85303-470-4.
- Gudrun Maierhof, Chana Schütz, Simon Hermann (Hrsg.): Aus Kindern wurden Briefe. Die Rettung jüdischer Kinder aus Nazi-Deutschland. Metropol, Berlin 2004, ISBN 3-936411-86-7 (mit einem Namensregister der in diesem Buch erwähnten bzw. interviewten Ausgewanderten).
- Gerald James Holton, Gerhard Sonnert: What happened to the children who fled Nazi persecution. Palgrave Macmillan, New York 2006, ISBN 978-1-4039-7625-3 (Untersuchung in den USA).
- Claudia Curio: Verfolgung, Flucht, Rettung. Die Kindertransporte 1938/1939 nach Großbritannien Metropol, Berlin 2006, ISBN 3-938690-18-6 (Dissertation).
- Anne C. Voorhoeve: Liverpool Street. Ravensburger Buchverlag, Ravensburg 2007, ISBN 978-3-473-35264-7.
- Gerda Hofreiter: Allein in die Fremde. Kindertransporte von Österreich nach Frankreich, Großbritannien und in die USA 1938–1941. Studien-Verlag, Innsbruck 2010, ISBN 978-3-7065-4830-4.
- Vera Fast: Children’s exodus. A history of the kindertransport. Tauris, London 2010, ISBN 978-1-84885-537-3.
- Gerrit Pohl: Die Unzen der Zeit (Gedichte zum 3. Hamburger Kindertransport) Schardt, Oldenburg 2012, ISBN 978-3-89841-626-9.
- Anna Wexberg-Kubesch: „Vergiss nie, dass du ein jüdisches Kind bist!“ Der Kindertransport nach England 1938/1939. Mandelbaum, Wien 2012, ISBN 978-3-85476-410-6.
- Anne Prior: „Geben Sie diese Kinder nicht auf!“ Kindertransport nach Belgien und die Schicksale der Bewohner des Israelitischen Waisenhauses Dinslaken 1938–1945. Klartext-Verlag, Essen 2015, ISBN 978-3-8375-1448-3.
- Andrea Strutz: “Detour to Canada”. The fate of juvenile Austrian-Jewish refugees after the 'Anschluss' of 1938. In: Simone Gigliotti, Monica Tempian (Hrsg.): The young victims of the Nazi regime. Migration, the Holocaust, and postwar displacement. Bloomsbury Publishing, London 2016, S. 31–50.
- Angelika Rieber (Hrsg.): „Rettet wenigstens die Kinder!“ Kindertransporte aus Frankfurt am Main. Lebenswege von geretteten Kindern. Fachhochschulverlag, Frankfurt 2018, ISBN 978-3-947273-11-9.
- Eva-Maria Thüne: Gerettet. Berichte von Kindertransport und Auswanderung nach Großbritannien. Hentrich & Hentrich, Berlin/Leipzig 2019, ISBN 978-3-95565-280-7.

### Belletristik
- Eine literarische Bearbeitung des Themas unternimmt W. G. Sebald in dem Roman Austerlitz (2001).
- Linda Winterberg (Nicole Steyer): Solange die Hoffnung uns gehört. aufbau taschenbuch, Berlin, 2017, ISBN 978-3-7466-3289-6. Auf der Basis sehr präziser Recherchen und anhand von Romanfiguren, die realen Personen nachempfunden sind (Eva Heymann, Walter Bloch und andere) gestaltet die Autorin einen Roman, der den Bogen spannt von den Kindertransporten zum Überleben an der Bunce Court School.[77]
- Ursula Krechels Roman Landgericht (Jung und Jung, Salzburg / Wien 2012, ISBN 978-3-99027-024-0) räumt dem Thema Kindertransport breiten Raum ein und stützt sich dabei auf das Schicksal realer Personen: Der Familie von Robert Michaelis und dessen Kindern Ruth (verheiratete Barnett) und Martin. Diese Thematik spielt auch eine wichtige Rolle in der ZDF-Verfilmung des Romans aus dem Jahre 2017.

### Personenbezogen
- Ruth Barnett: Nationalität: Staatenlos: die Geschichte der Selbstfindung eines Kindertransportkindes. Übersetzung aus dem Englischen Lukas Guske. Metropol-Verlag, Berlin 2016. Siehe auch: Ursula Krechel: Landgericht (2012)
- Marion Charles: „Ich war ein Glückskind: Mein Weg aus Nazideutschland mit dem Kindertransport.“ cbj, München 2013, ISBN 978-3-570-40222-1.
- Elisabeth Cosanne-Schulte-Huxel (Hrsg.): „Mein liebes Ilsekind“. Mit dem Kindertransport nach Schweden – Briefe an eine gerettete Tochter. Klartext, Essen 2013, ISBN 978-3-8375-1114-7.
- Ruth L. David: Ein Kind unserer Zeit: autobiographische Skizzen eines jüdischen Mädchens: Kindheit in Fränkisch-Crumbach, Kindertransport nach England, Leben im Exil. Frankfurt 1996.
- Brigitte Diersch: Das kurze Leben der Doris Katz (Memento vom 21. März 2015 im Internet Archive).
- Christoph Gann: „12 Jahre, Jude, 10.5.39 abgemeldet nach England“. Das Schicksal Eva Mosbachers und ihrer Eltern. Landeszentrale für politische Bildung Thüringen, Erfurt 2013, ISBN 978-3-943588-17-0.
- Charles Hannam: A boy in that situation. An autobiography. Harper & Row, London 1977, ISBN 978-0-06-022219-2, deutsch 1979
- Bericht Rudy Lowenstein (ursprgl. Rudi Löwenstein), in: Bertha Leverton, Shmuel Lowensohn (Hrsg.) „I Came Alone“: The Stories of the Kindertransports. Lewes, Sussex 1990. 
  - Deutsche Ausgabe (Auswahl aus der englischen): „Ich kam allein.” Die Rettung von zehntausend jüdischen Kindern. Hrsg.: Rebekka Göpfert. Deutscher Taschenbuch Verlag, München 1994. ISBN 3-423-30439-1.
- Dorrith M. Sim: In my Pocket. 1996; weitere Auflage 2012, ISBN 978-0-948785-05-4 [Kinderbuch mit Illustrationen von Gerald Fitzgerald]
  - in Deutsch: In meiner Tasche. 1. Aufl.: Kassel 2000; 2. Aufl. Kassel 2013, ISBN 3-9806761-1-0.
- Norann Voll: Rückkehr nach Wien: Ein Kindertransport-Mädchen kehrt heim. Plough Publishing House, Walden NY o. J.
- Lucie Widl: From Kindertransport to Post-war Sweden: My Memories: Edited with an introduction by Norbert Götz. Södertörn University, Huddinge 2025, ISBN 978-91-89615-50-2, S. 20–24, urn:nbn:se:sh:diva-56177.

## Filme
- Sabine Brüning, Peter Merseburger: Als sie nicht mehr deutsch sein durften. Über die Kindertransporte nach England. Dokumentarfilm. Sender Freies Berlin 1989.
- Mark Jonathan Harris & Lee Holdridge & Judi Dench: Kindertransport – In eine fremde Welt (Into the Arms of Strangers: Stories of the Kindertransport) Dokumentarfilm USA/Großbritannien 2000
- Käthe Kratz: Vielleicht habe ich Glück gehabt Dokumentarfilm, Österreich 2002
- Melissa Hacker: My Knees Were Jumping. Remembering the Kindertransports. Dokumentarfilm. Docurama, erschienen 2000 (Tochter von Ruth Morley)
- Mirjam Unger: Vienna’s Lost Daughters. Dokumentarfilm. polyfilm video (ausgezeichnet mit dem Publikumspreis – beliebtester Film der Diagonale 2007), ISBN 978-3-9502204-5-2
- Mathias Haentjes (mit Lorenz Beckhardt): Der Jude mit dem Hakenkreuz. Dokumentation, WDR Köln 2007.
- Gülseren Sengezer: Dem Leben entgegen – Kindertransporte nach Schweden (YouTube), Dokumentarfilm, Schweden/Österreich 2019

## Theateraufführung
- Theater an der Parkaue: Die Kindertransporte – Berliner Kinder auf dem Weg nach London, Autor und Regie Hans-Werner Kroesinger.[78] Die Inszenierung wurde am 16. November 2007 mit dem Brüder-Grimm-Preis des Landes Berlin 2007 zur Förderung des Kinder- und Jugendtheaters prämiert.

## Musikstück
- Am 17. Juni 2012 führte das Hallé-Orchester Manchester den in seinem Auftrag von Carl Davis komponierten Liederzuklus Last Train to Tomorrow auf. Diese Uraufführung war der Erinnerung an die Kindertransporte gewidmet.[79][80]